# Grèce dans les guerres balkaniques
Vous lisez un « article de qualité » labellisé en 2009.
Batailles
Sarantáporo - Giannitsá - Bizani - Elli - Lemnos - Kilkís - Krésna

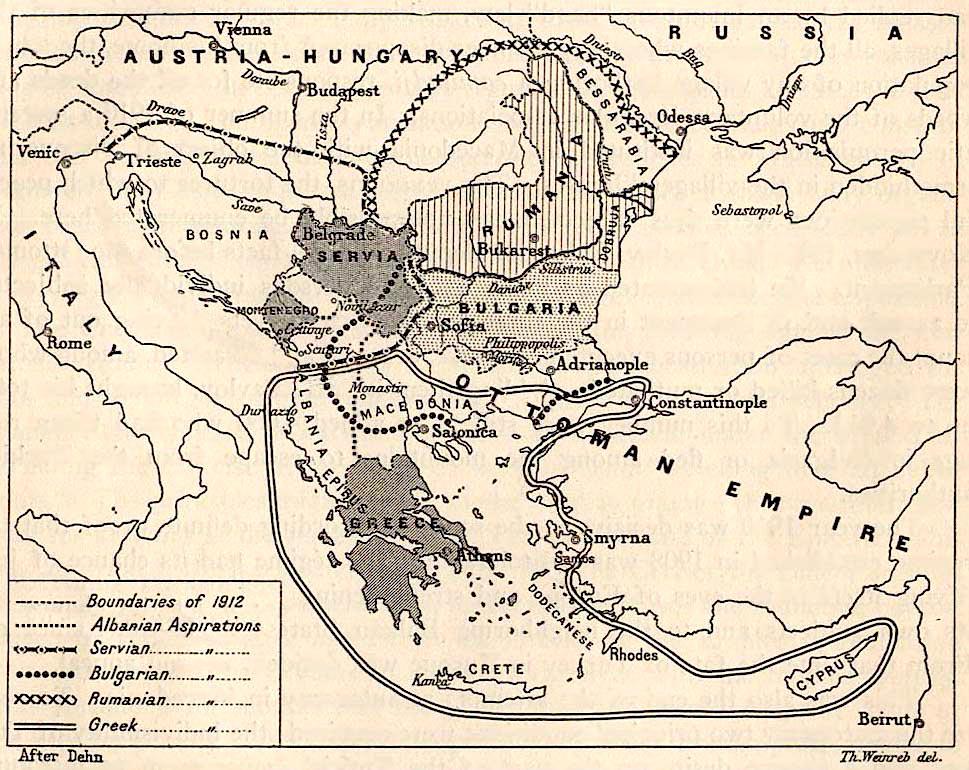
Les aspirations irrédentistes dans les Balkans en 1912, dont la Megali Idea.

La participation de la Grèce dans les guerres balkaniques est un épisode de l'histoire de la Grèce moderne. Les guerres balkaniques, qui se déroulèrent en deux temps dans les années 1912-1913, permirent au royaume de Grèce une grande expansion territoriale grâce à ses victoires.
La première guerre balkanique opposa l'Empire ottoman et la Ligue balkanique, une alliance de la Bulgarie, de la Grèce, du Monténégro et de la Serbie. La guerre fut déclarée par la Ligue le 8 octobre 1912 et se termina le 30 mai 1913 avec la signature du traité de Londres. La Grèce combattit sur deux fronts : à l'est vers la Thessalie et la Macédoine et à l'ouest vers l'Épire. Sa principale armée, celle de Thessalie, prit de nombreuses villes dont Thessalonique, son principal objectif, et cela quelques heures avant les troupes bulgares qui désiraient aussi s'en emparer. Cela fut source de tensions dans les mois qui suivirent et une des causes de la deuxième guerre balkanique. L'armée grecque d'Épire prit son objectif, la capitale régionale Ioannina le 6 mars 1913 après avoir été longtemps arrêtée à Bizani. Puis, elle s'engagea plus au nord dans la région disputée d'Épire du Nord qui fut ensuite source de tensions avec l'Italie et la jeune Albanie. Les victoires de la Grèce et de ses alliés furent facilitées par la maîtrise totale des mers par la flotte grecque, la seule véritable flotte de guerre lors de ce conflit. Elle coupa une bonne partie des communications de l'Empire ottoman et en confina la flotte dans les Dardanelles. Elle affirma sa suprématie lors des batailles navales d'Elli et Lemnos.
Les négociations de paix qui se tinrent principalement à Londres à partir de décembre 1912 concernèrent plus le partage du butin entre les vainqueurs que le sort réservé au vaincu ottoman. Les tensions montèrent entre alliés, particulièrement avec la Bulgarie se considérant lésée sur le partage de la Macédoine, ce qui entraîna la deuxième guerre balkanique. Serbie, Monténégro et Grèce, auxquels se joignirent la Roumanie puis l'Empire ottoman, affrontèrent alors la Bulgarie. Les hostilités, que tous les belligérants attendaient et préparaient, furent déclenchées par la Bulgarie qui attaqua la Grèce et la Serbie dans la nuit du 29 au 30 juin 1913. Très rapidement, les forces bulgares furent partout repoussées, jusqu'à l'intérieur même de leurs frontières d'avant 1912. Les batailles furent très sanglantes, comme celle de Kilkís. La dernière bataille du conflit, la bataille de Kresna, se déroula dans les derniers jours de juillet. Cette ultime contre-attaque bulgare faillit écraser une armée grecque épuisée et à la limite de ses lignes de ravitaillement. Le roi et commandant en chef des forces grecques, Constantin Ier manqua d'être capturé. La bataille s'arrêta avant toute véritable décision militaire lorsqu'un armistice politique fut signé le 30 juillet 1913. La Grèce obtint au traité de Bucarest l'Épire, sans toutefois l'Épire du Nord, la Macédoine et la Thrace occidentale ainsi que la Crète.

## Contexte international
Les guerres balkaniques sont à replacer dans un vaste contexte de montée des sentiments nationaux, dégénérant en nationalismes. Les concepts français et allemand d'identité nationale, définis au début du XIXe siècle allaient à l'encontre de la définition ottomane du millet qui accordait une certaine autonomie aux différents groupes culturels de l'Empire en général et des Balkans en particulier. Des nations balkaniques étaient déjà apparues, contre le concept ottoman du millet et selon les conceptions occidentales de la nationalité : la Serbie en 1803 et la Grèce en 1830. Ensuite, les unités nationales « par le fer et par le feu » de l'Italie et de l'Allemagne en 1871 avaient montré que la voie militaire était une solution pour atteindre le but national. Cependant, le but national que s'étaient fixé les différentes nations balkaniques variait et se contredisait. Souvent, un ancien grand État historique était la référence : l'Empire de Stefan Dušan pour la Serbie ; les royaumes de Siméon Ier ou d'Ivan Asen II pour la Bulgarie ou l'Empire byzantin de Basile II le Bulgaroctone (Tueur de Bulgares) pour la Grèce. La Macédoine se trouve à la croisée de ces trois États. La Bulgarie, créée lors du traité de San Stefano du 3 mars 1878, l'avait obtenue par ce même traité, mais elle l'avait perdue quelques mois plus tard lors du congrès de Berlin (13 juin-13 juillet 1878).

### La Macédoine
La Macédoine était peuplée de Grecs, de Bulgares, de Serbes, d'Albanais, de Turcs et de Valaques.
|                   | Estimation bulgare (1900) | Estimation serbe (1900) | Estimation grecque (1904) | Estimation turque (1905) |
| ----------------- | ------------------------- | ----------------------- | ------------------------- | ------------------------ |
| Population totale | 2 190 520                 | 2 880 420               | 1 711 607                 | 1 824 032                |
| Bulgares          | 1 179 036                 | 57 600                  | 332 162                   | 352 788                  |
| Grecs             | 225 152                   | n.c.                    | 650 709                   | 625 889                  |
| Serbes            | 700                       | 2 048 320               | n.c.                      | n.c                      |
| Turcs             | 564 158                   | n.c.                    | 634 017                   | 745 155                  |

Tous les pays avec des minorités ethniques dans la région essayaient d'y faire avancer le plus possible leurs intérêts. La Grèce et la Bulgarie y soutenaient des bandes de combattants irréguliers depuis les années 1890 : « makedonomakhoi » et « andartes » pour les Grecs et « komitadjis » de l'« Organisation révolutionnaire intérieure macédonienne » (ORIM) organisée en comités pour les Bulgares,,. Un intense travail de propagande, création d'écoles ou d'orphelinats par exemple, était aussi mené. Des combats sporadiques avaient lieu entre komitadjis et andartes ; entre andartes et gendarmes turcs, mais principalement entre komitadjis et gendarmes turcs. Les exactions étaient nombreuses : pillages, incendies ou assassinats. L’ottomanisation menaçait de faire regagner du terrain aux Turcs en Macédoine, ce que ne pouvaient accepter les autres pays balkaniques, d'autant plus qu'un nationalisme albanais commençait à faire valoir des revendications albanaises sur la région.

### La révolution Jeunes-Turcs et la faiblesse ottomane

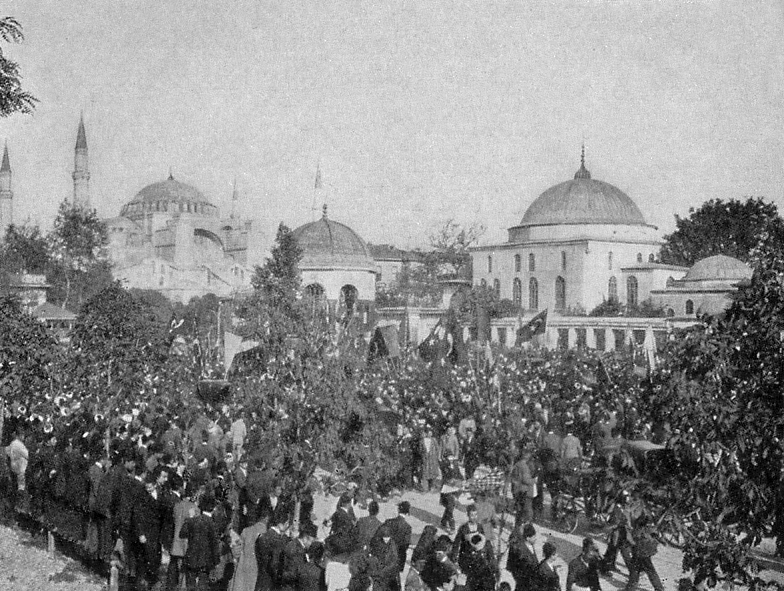
Manifestation contre le Sultan à Constantinople, 1908.

La révolution des Jeunes-Turcs inquiéta les non-Turcs de l'Empire ottoman, ainsi que les pays voisins. Les premiers espoirs suscités par cette révolution libérale qui avait promis l'égalité entre les différents groupes ethniques de l'Empire commençait à s'estomper devant la politique d’ottomanisation. La question de la Macédoine recommençait à se poser avec de plus en plus d'acuité.
Au même moment, l'Empire ottoman montrait sa faiblesse, malgré les mesures Jeunes-Turcs. L'Italie, qui se cherchait un empire colonial, avait attaqué et vaincu l'Empire ottoman et s'était emparée de la Libye et du Dodécanèse en 1911. Giovanni Giolitti avait promis de rétrocéder ces îles à la Grèce, mais il n'en avait finalement rien fait. Si la Grèce ne se joignait pas au mouvement anti-ottoman qui se dessinait, elle risquait de se retrouver exclue du partage futur de la Macédoine, comme elle s'était vue refuser le Dodécanèse. Elefthérios Venizélos, alors Premier ministre en Grèce, hésitait en effet à attaquer ouvertement l'Empire ottoman, à cause des nationaux grecs présents partout sur le territoire de l'Empire et potentiellement à la merci de représailles ottomanes,.
Enfin, en 1908, l'Autriche-Hongrie avait définitivement annexé la Bosnie-Herzégovine, profitant de la faiblesse ottomane. Vienne se plaçait de plus en plus dans les Balkans et son diplomate, Aehrenthal, responsable de l'annexion de la Bosnie, avait très clairement énoncé les vues autrichiennes sur Thessalonique.

### Création de la Ligue balkanique

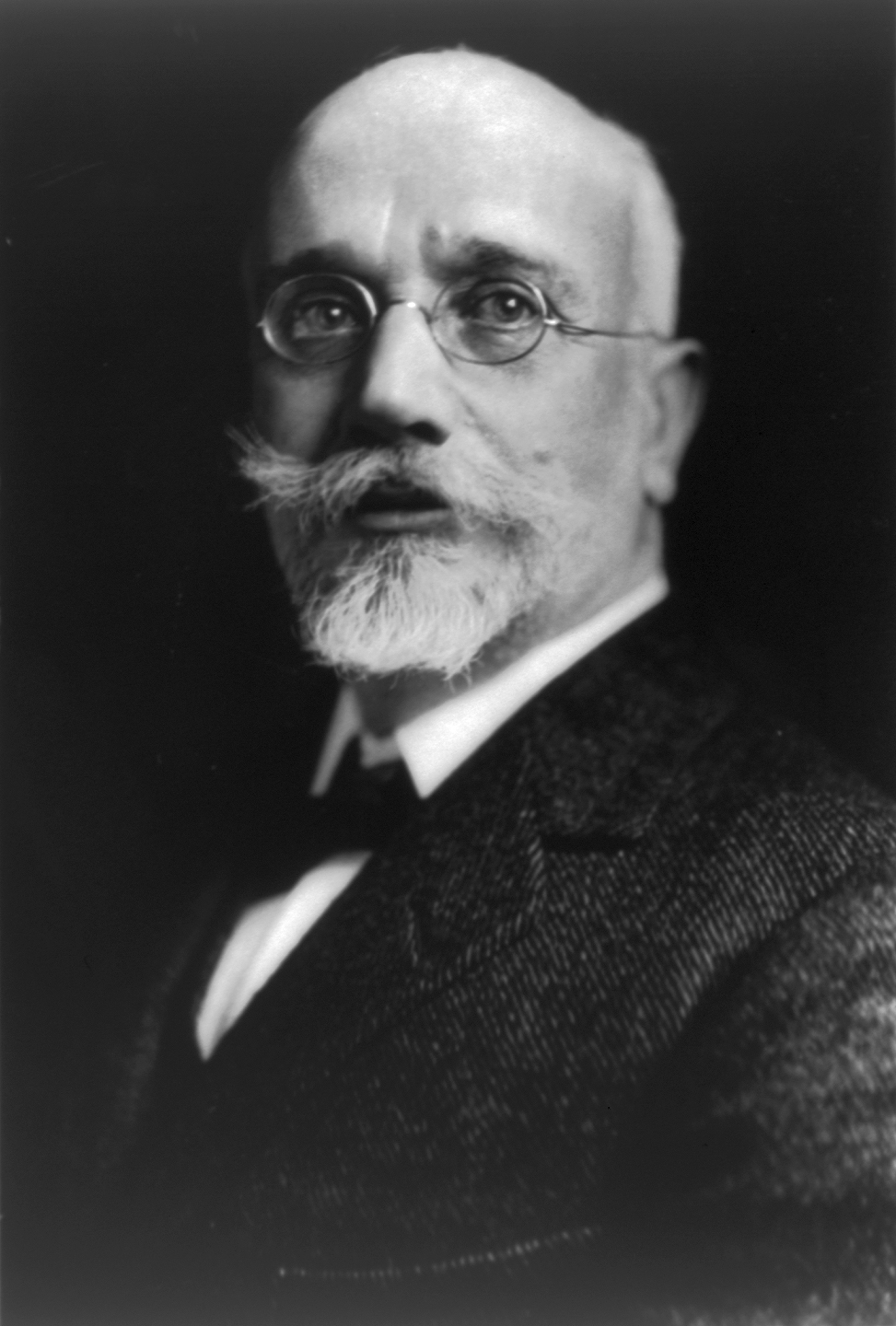
Elefthérios Venizélos.

Cette situation (déclin ottoman et montée des concurrences italienne et autrichienne) poussa les États de la région à essayer de s'entendre, au moins dans un premier temps. Tout un « réseau » de relations, d'accords et d'ententes pas toujours ni bien finalisés ni même rédigés se mit en place. Le premier accord fut signé le 7 mars (22 février calendrier julien) 1912 entre la Serbie et la Bulgarie. Les deux États ne s'entendaient pas, mais ils ne pouvaient rien refuser à leur protecteur, la Russie, qui les poussa à signer un traité d'alliance contre l'Empire ottoman qui prévoyait un partage de son territoire européen (Thrace pour la Bulgarie, Kosovo et Albanie pour la Serbie et partage nord-sud de la Macédoine arbitré par le tsar). Cette alliance défensive était aussi tournée contre l'Empire austro-hongrois. Le Monténégro signa des conventions avec la Serbie et la Bulgarie. La Grèce, quant à elle, avait des accords, non écrits, avec la Serbie et le Monténégro. Le fait que les accords n'aient pas été mis noir sur blanc ne posait pas de problème, puisque les revendications de ces trois États n'entraient pas en conflit. Le problème était de fermer le cercle, entre la Bulgarie et la Grèce qui s'affrontaient, indirectement depuis vingt ans en Macédoine. Cependant, chaque pays avait besoin de l'autre pour défaire l'Empire ottoman : la Bulgarie avait la plus forte armée et la Grèce avait la seule marine. Le Premier ministre grec Elefthérios Venizélos finit par convaincre ses interlocuteurs à Sofia en suggérant de renvoyer la question du partage du butin à après la victoire. L'accord fut signé le 16 mai 1912 (julien) complété le 22 septembre (julien). Il s'agissait avant tout d'un accord défensif valable trois ans, dirigé contre l'Empire ottoman, et donc peu précis quant au partage des territoires en cas de victoire. La Bulgarie était persuadée de l'incapacité de l'armée grecque. Elle était donc aussi persuadée qu'elle pourrait très rapidement s'emparer de la majeure partie de la Macédoine, au détriment de son alliée. Le mois suivant, en juin 1912, l'alliance gréco-serbe fut finalement mise par écrit,,,,.
La Roumanie n'entra pas dans la Ligue balkanique car Venizélos avait exprimé de grandes réticences à l'entrée de ce pays dans l'alliance contre les Ottomans.

## Les forces en présence

### Situation générale

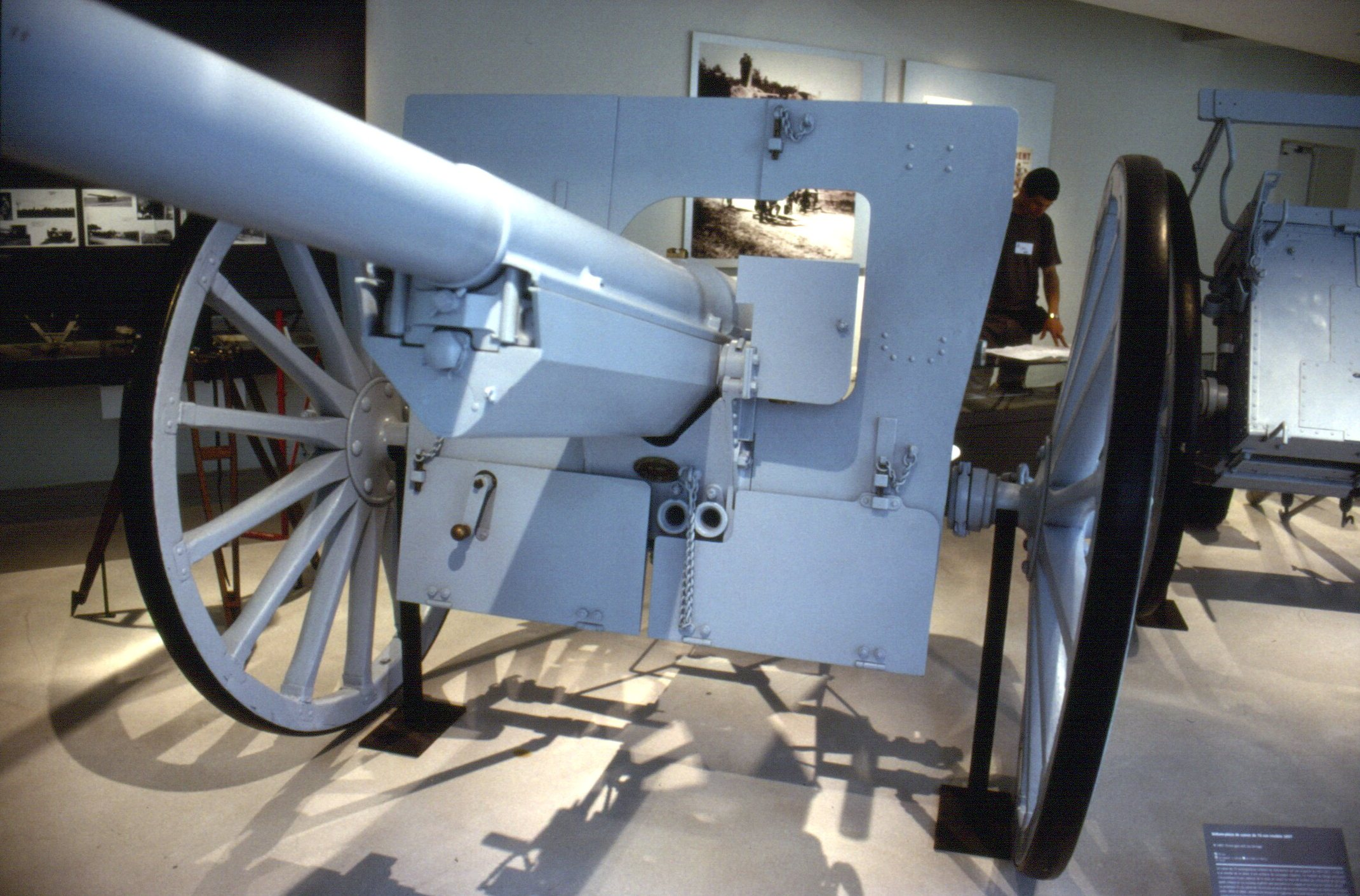
Le canon de 75 Modèle 1897 (employé exclusivement dans l'armée française, jamais dans les guerres balkaniques).

Les armées de nations balkaniques étaient assez similaires car elles étaient calquées sur le modèle des armées occidentales. Elles avaient (hormis celle du Monténégro) adopté le système de l'état-major à l'occidentale. Leurs officiers avaient été formés dans les écoles de guerre occidentales : en France, en Allemagne, en Russie ou en Italie. Ils avaient tous adopté le concept d'offensive à outrance, théorisé par le général Grandmaison. Leur équipement provenait (en majeure partie) des arsenaux occidentaux. Ainsi, les canons étaient dans toutes ces armées un mélange de Krupp datant un peu et de Schneider-Creusot de 75 mm Modèle 1912, plus modernes. Les soldats de base étaient dans toutes ces armées des paysans illettrés endoctrinés par la propagande patriotique. De plus, les minorités ethniques n'étaient pas incorporées.
L'armée ottomane était quant à elle dans une situation différente. Réformée dans la seconde moitié du XIXe siècle par des officiers allemands, elle avait pu écraser la Grèce lors de la guerre de 1897. Cependant, ensuite, elle avait décliné. Les Jeunes-Turcs avaient entamé une nouvelle réforme après 1908, avec l'aide d'officiers allemands pour l'infanterie et britanniques pour la marine. En 1912, ces réformes étaient loin d'avoir porté leurs fruits. Un corps d'officiers formés à l'occidentale était encore seulement en voie de création. Si l'armée régulière (nizam) était assez bien équipée et entraînée, elle était peu nombreuse. L'Empire ottoman comptait sur une vaste réserve d'infanterie (redif) mal équipée, mal entraînée et mal commandée. De plus, cette réserve était composée de troupes issues de multiples ethnies de l'Empire, sans aucune loyauté pour celui-ci, et prêtes à déserter à la première occasion, comme ce fut le cas lors des guerres balkaniques.

### Les troupes grecques

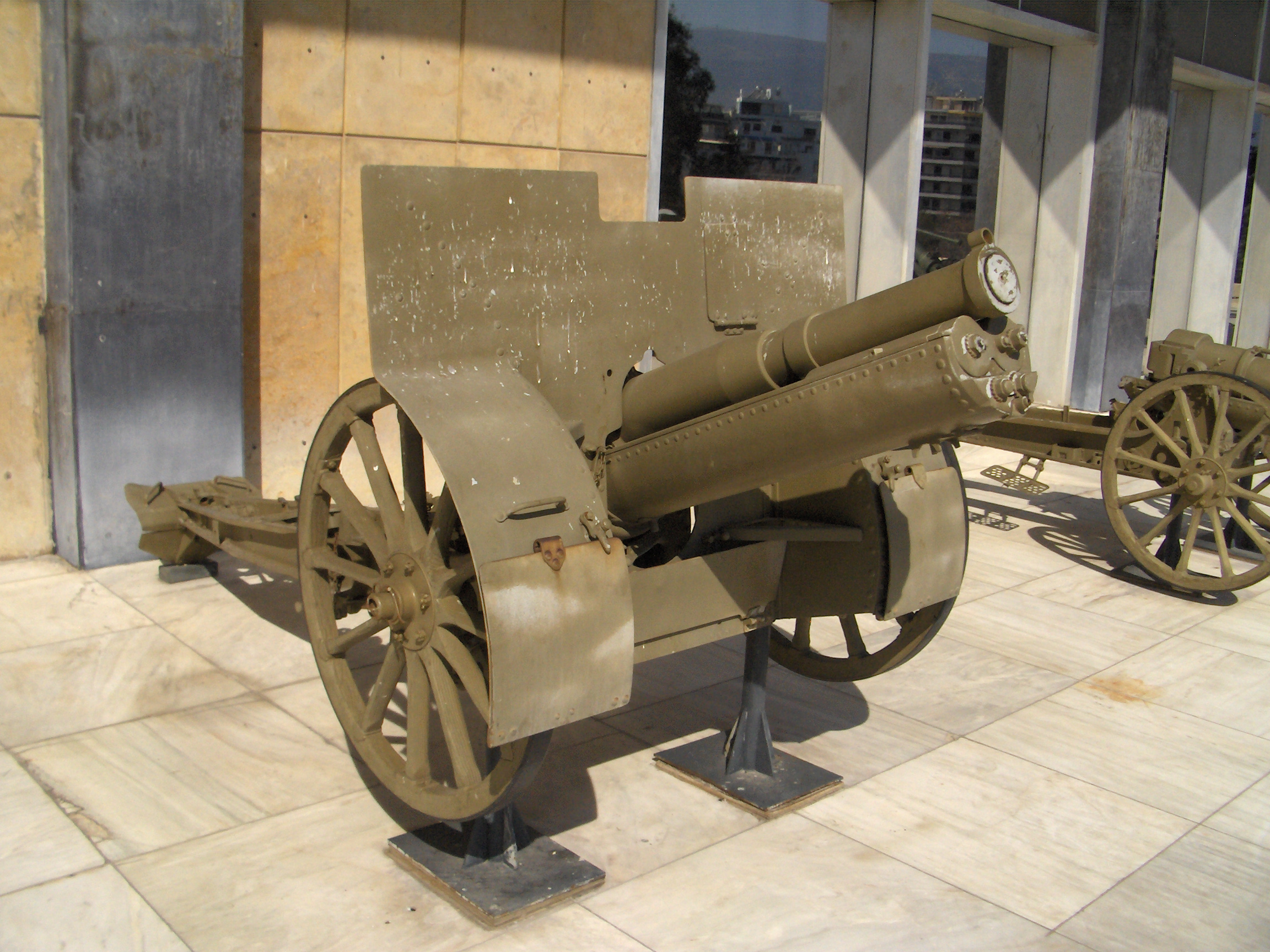
Le canon Schneider-Danglis 06/09

L'armée grecque disposait en temps de paix de 25 000 hommes. Elle pouvait potentiellement en mobiliser 110 000 en temps de guerre. Elle était organisée en quatre divisions d'infanterie plus six bataillons d'infanterie légère, les evzones. Elle était équipée de fusils Mannlicher Schönauer de 6,5 mm. Chaque division était accompagnée d'un régiment d'artillerie de campagne consistant en trois groupes de trois batteries de quatre canons Schneider-Danglis 06/09 (une variante grecque du canon de 75 Schneider français, mise au point par Panagiótis Danglís). L'armée grecque disposait de plus de deux régiments d'artillerie de montagne (canons Schneider-Canet de 75 mm) et d'un bataillon d'artillerie lourde. La Grèce avait aussi trois régiments de cavalerie. Cependant, l'armée grecque ne disposait pas du tout d'éclaireurs, capables de l'informer de l'état réel des troupes ennemies.
L'armée grecque était divisée en deux corps. L'Armée de Thessalie (Στρατός Θεσσαλίας), commandée par le prince héritier, le diadoque Constantin, était la plus importante numériquement. Elle était concentrée autour de Larissa. Elle comportait trois corps d'armée (Corps d'armée A : Divisions I et II ; Corps d'armée B : Divisions III et IV ; Corps d'armée C : Divisions V et VI, tout juste créées), une division autonome, la VIIe, une brigade de cavalerie, quatre bataillons indépendants d'evzones, une unité (deux compagnies) de génie, une unité (deux compagnies) de télégraphe, un bataillon d'artillerie de garnison, trois compagnies de brancardiers, huit hôpitaux de campagne, deux bataillons de la Garde Nationale et les services du Quartier-Général. Au total, 100 000 hommes, 23 000 bêtes de somme, 3 500 véhicules et 70 mitrailleuses. L'Armée d'Épire (Στρατός Ηπείρου) était commandée par le général Konstantínos Sapountzákis. Elle était installée à l'est d'Arta. Elle comprenait quatre bataillons indépendants d'evzones, un régiment d'infanterie composé de trois bataillons, un bataillon de la Garde Nationale, une compagnie de cavalerie, un bataillon d'artillerie de campagne, un bataillon d'artillerie de bât et les services du Quartier-Général. Au total, 10 500 hommes, 4 200 bêtes de somme et 400 véhicules. Une armée de l'Intérieur (17 000 hommes, 2 900 bêtes de somme et 1 800 véhicules) était gardée en réserve,.
L'aviation grecque au début du conflit avait quatre avions, dépendant de l'Armée de Thessalie. Pendant la guerre, elle fit l'acquisition de deux hydravions et ajouta des flotteurs à l'un de ses premiers avions,.

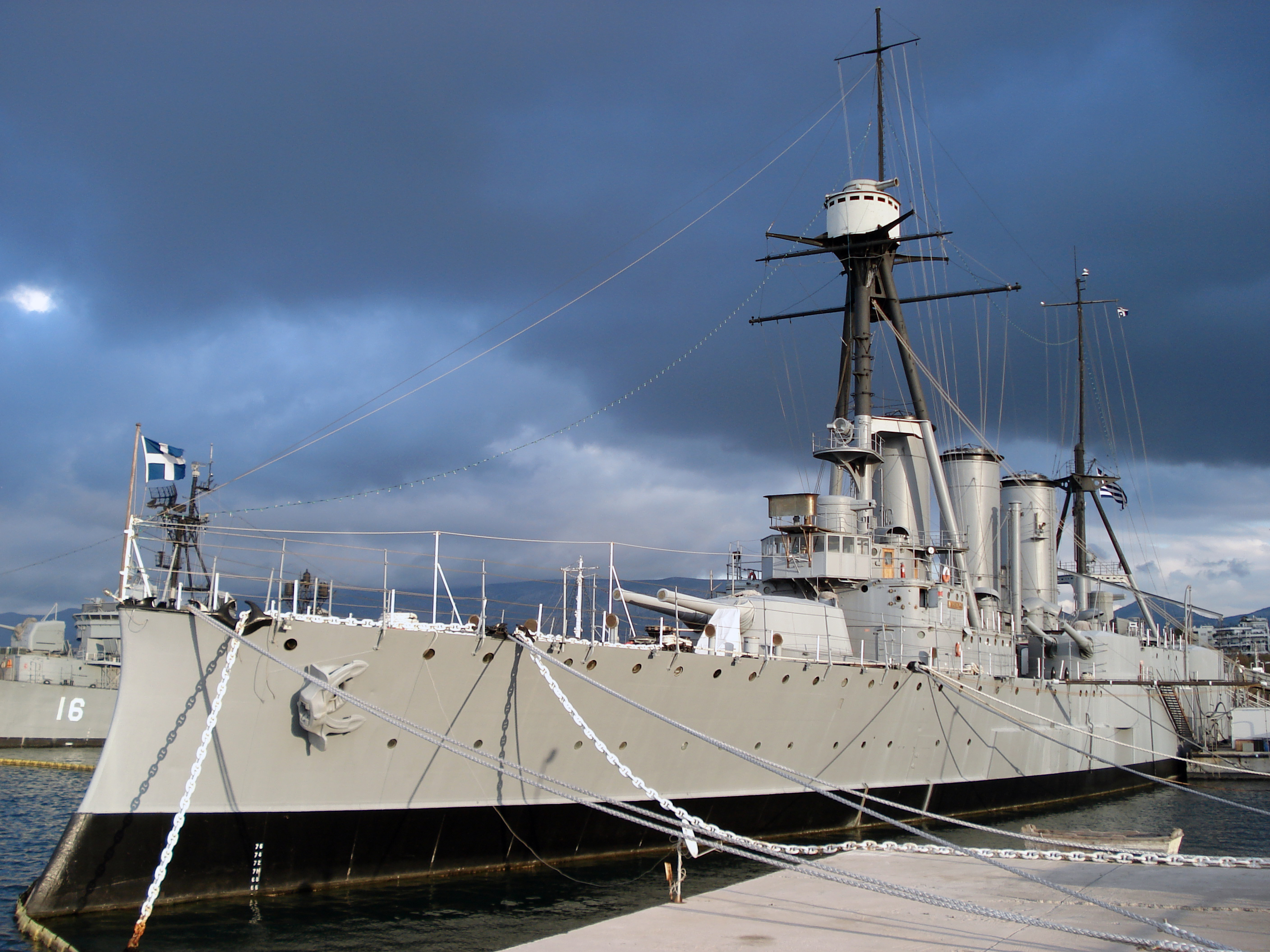
Le croiseur Averoff.

La Grèce était le seul pays de la région à disposer d'une véritable marine de guerre. Son fleuron était le croiseur cuirassé Averoff, son navire-amiral. Construit en Italie en 1910, ce navire de 10 118 tonnes était armé de quatre canons de 23 cm et de huit canons de 12 cm. La marine grecque disposait aussi de seize destroyers (une moitié datant de 1906, l'autre de 1912), de dix-neuf torpilleurs un peu anciens et d'un sous-marin, le Dolphin. Cette flotte fut répartie en trois entités. La « Flotte de l'Égée » était la principale force. Elle comprenait l’Averoff et trois autres cuirassés les Spetsai, Psara et Ydra ; dix destroyers : les Velos, Sphendone, Lonche, Aspis, Nike, Naukratousa, Nea Genea, Thyella, Keraunos et Doxa ; quatre destroyers de « reconnaissance » : les Leon, Aetos, Panther et Ierax ; le sous marin Dolphin ; cinq torpilleurs, numérotés seulement, du no 11 au no 16 ; le transport de troupes Sphakteria, le mouilleur de mines Ares et le transport Kanaris. Il y avait aussi une grande quantité de vaisseaux auxiliaires réquisitionnés à la marine marchande et armés. L'« Escadre de la mer ionienne » était beaucoup plus limitée : trois canonnières (Alpha, Beta et Delta), deux canonnières à un canon seulement (les Aktion et Ambrakia) et quatre corvettes à vapeur (Alpheios, Acheloos, Peneios et Eurotas). Le reste de la flotte resta en réserve dans ses ports d'attache. Au total, la marine, commandée par Pávlos Koundouriótis, alignait 11 000 hommes. Elle avait deux objectifs. Le premier était d'interdire à la flotte ottomane de sortir des Dardanelles afin d'avoir un contrôle total des mers Égée et Adriatique. Elle couperait ainsi la majeure partie des lignes de ravitaillement de l'armée ottomane. L'autre objectif était de s'emparer des îles de l'Égée encore contrôlées par les Ottomans, mais aussi d'organiser des débarquements sur les côtes thrace et macédonienne pour en accélérer la conquête,.

### Les adversaires des armées grecques
La Grèce affronterait, de façon certaine, les troupes de l'Empire ottoman et il était prévisible que des combats seraient inévitables contre les troupes bulgares, une fois la guerre gagnée contre les Ottomans.

#### Les troupes ottomanes

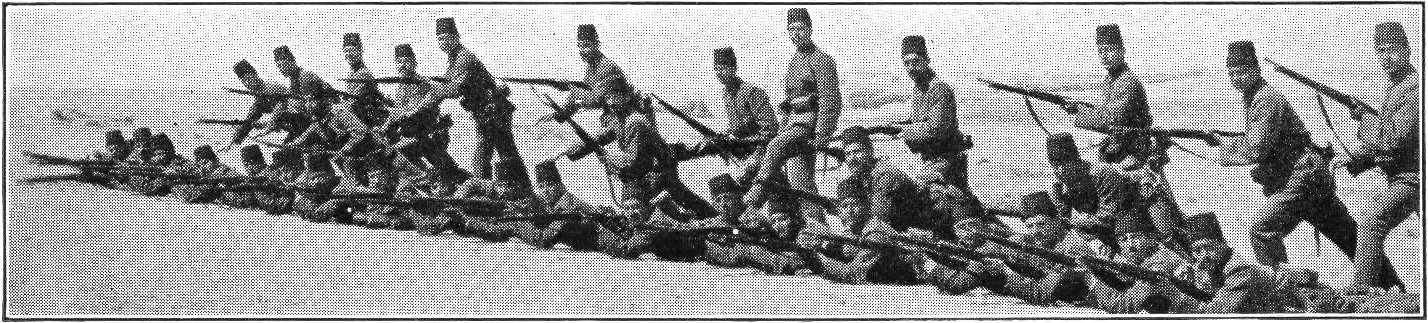
Fantassins ottomans.

Seule la moitié de l'armée ottomane se trouvait dans la partie européenne de l'Empire au début des années 1910. Une bonne partie était engagée dans une lutte contre la guérilla arabe. Une autre partie était encore en Afrique du Nord, à la suite de la guerre en Libye contre l'Italie. Pour cette raison, la Grèce devait contrôler les mers pour retarder l'arrivée des renforts ottomans sur le front balkanique. Il y avait quatre corps d'armée ottomans autour de Constantinople et trois autres corps d'armée autour de Thessalonique. Chacun de ces corps était constitué de trois divisions d'infanterie, d'un régiment de tireurs d'élite, d'une brigade de trois ou quatre régiments de cavalerie et d'un régiment d'artillerie (deux sections de trois batteries de six canons). Devaient venir s'y ajouter des unités « redif ». L'équipement n'était pas homogène : l'infanterie disposait de trois types de fusils Mauser différents (de 7,65 mm à 9,5 mm), mais aussi de fusils Enfield-Martini. Son artillerie n'était pas non plus homogène et elle datait, avec surtout des Krupp de 75 mm.

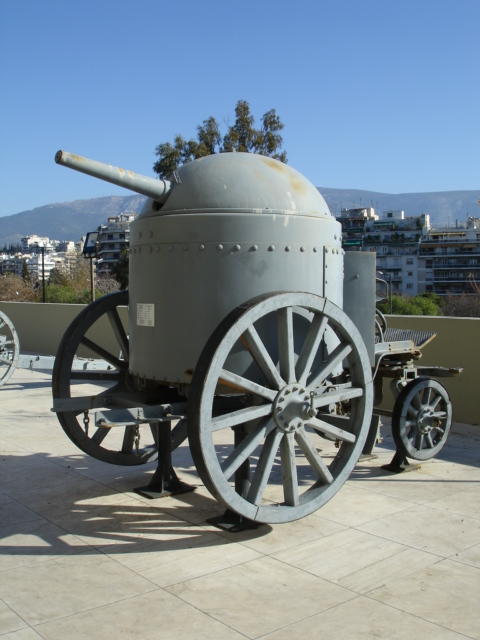
Un canon Krupp.

Les Ottomans avaient cinq avions au début du conflit et plus aucun capable de voler à la fin. La flotte ottomane était constituée de six cuirassés, deux croiseurs, onze destroyers-torpilleurs, trente torpilleurs, dix-neuf transports et une grande quantité de vaisseaux totalement obsolètes. Ses deux navires les plus modernes étaient le Hamidiye, un croiseur léger de 3 800 tonnes, datant de 1903 et armé de deux canons de six pouces et quatre canons de 4,7 pouces et le croiseur Mecidiye, 9 250 tonnes avec deux canons de 15 cm et huit de 12 cm. Cependant, si ces deux navires pouvaient affronter ensemble l’Averoff, il en était hors de question séparément.
Les Ottomans devaient opposer leurs troupes aux quatre alliés : Grecs, Bulgares, Serbes et Monténégrins. Ainsi, elles étaient divisées. Face à la Grèce, en Thessalie, se trouvait le 8e Corps d'armée : trois divisions, une brigade et un régiment de cavalerie, pour un total de 40 000 hommes commandés par Hussein Tashin-Pacha. Ce dernier envisageait une stratégie purement défensive. En Épire, les Ottomans avaient deux divisions d'infanterie, autour de 18 000 hommes commandés par Esad Pacha. Les Ottomans espéraient l'aide des Albanais de la région contre les Grecs,.

#### Les troupes bulgares

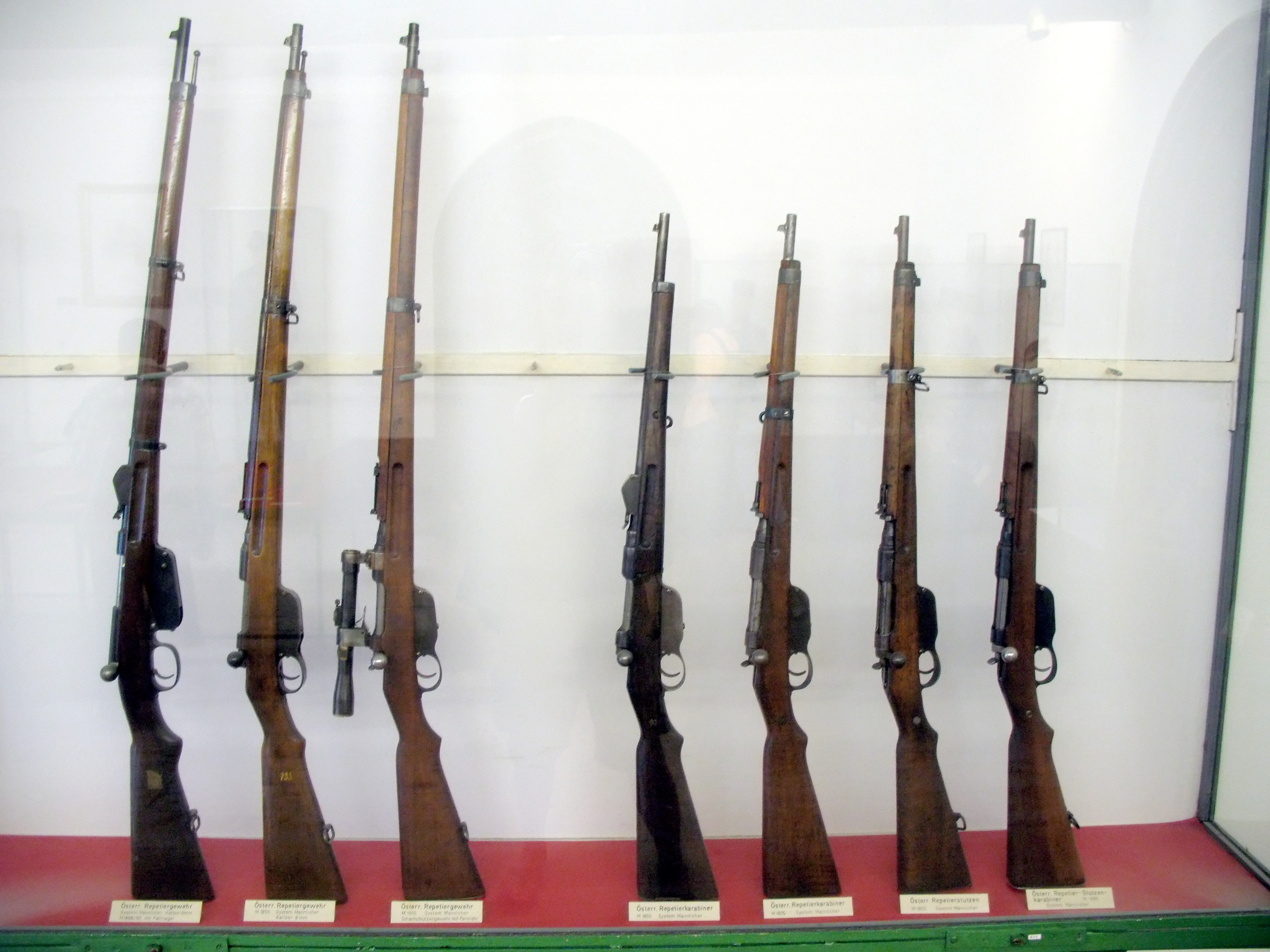
La famille des fusils Mannlicher M1895.

L'armée bulgare était considérée au début du XXe siècle comme la meilleure armée des Balkans par les états-majors occidentaux : la plus forte, la mieux équipée et la mieux entraînée. Elle disposait de 60 000 hommes en temps de paix et potentiellement de 350 000 en temps de guerre. Elle était organisée en neuf divisions d'infanterie et une de cavalerie. L'infanterie était équipée de fusils Mannlicher avec une courte baïonnette. L'utilisation de cette dernière était l'objet d'un entraînement particulier dans l'armée bulgare, qui était très fière du résultat obtenu, ainsi que de la capacité de ses troupes à combattre de nuit. Chaque division d'infanterie disposait, en temps de guerre, de quatre sections de mitrailleuses, équipées de quatre Maxim de 8 mm. Chaque division d'infanterie disposait d'un régiment d'artillerie consistant en neuf batteries de quatre canons, la plupart étant des canons Schneider de 75 mm. L'armée bulgare avait cependant encore 54 batteries de quatre Krupp de 87 mm et 26 batteries de six canons de modèles encore plus anciens. Elle disposait aussi d'artillerie légère ou de montagne : douze batteries de quatre canons, principalement de Krupp de 75 mm ainsi que quatorze batteries d'obusiers. La tactique bulgare destinait l'artillerie aux sièges, mais elle avait tiré les leçons de la guerre russo-japonaise qui avait démontré l'efficacité de l'artillerie contre les fantassins.

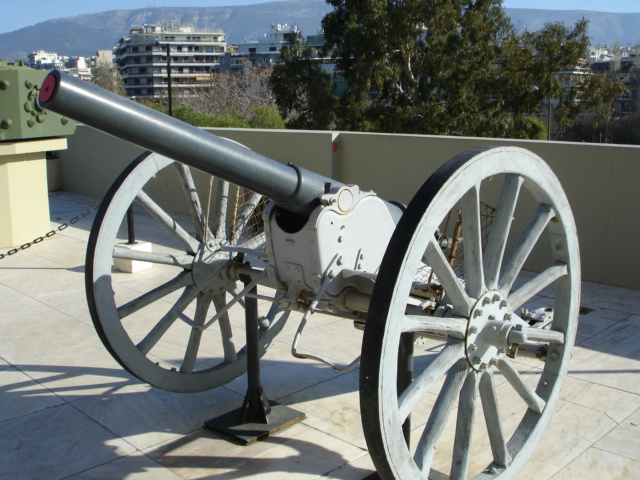
Canon Krupp.

La Bulgarie avait une petite marine de guerre avec six torpilleurs et un torpilleur-canonnière de 726 tonnes, le Nadezhda datant de 1898. Cette marine avait pour but de protéger les côtes de la mer Noire et de maintenir les lignes de communications et de ravitaillement avec la Russie. Enfin, l'aviation bulgare avait, au début du conflit, cinq avions, renforcés pendant les guerres de dix-sept autres, provenant de France, Russie et Grande-Bretagne.

## La première guerre balkanique

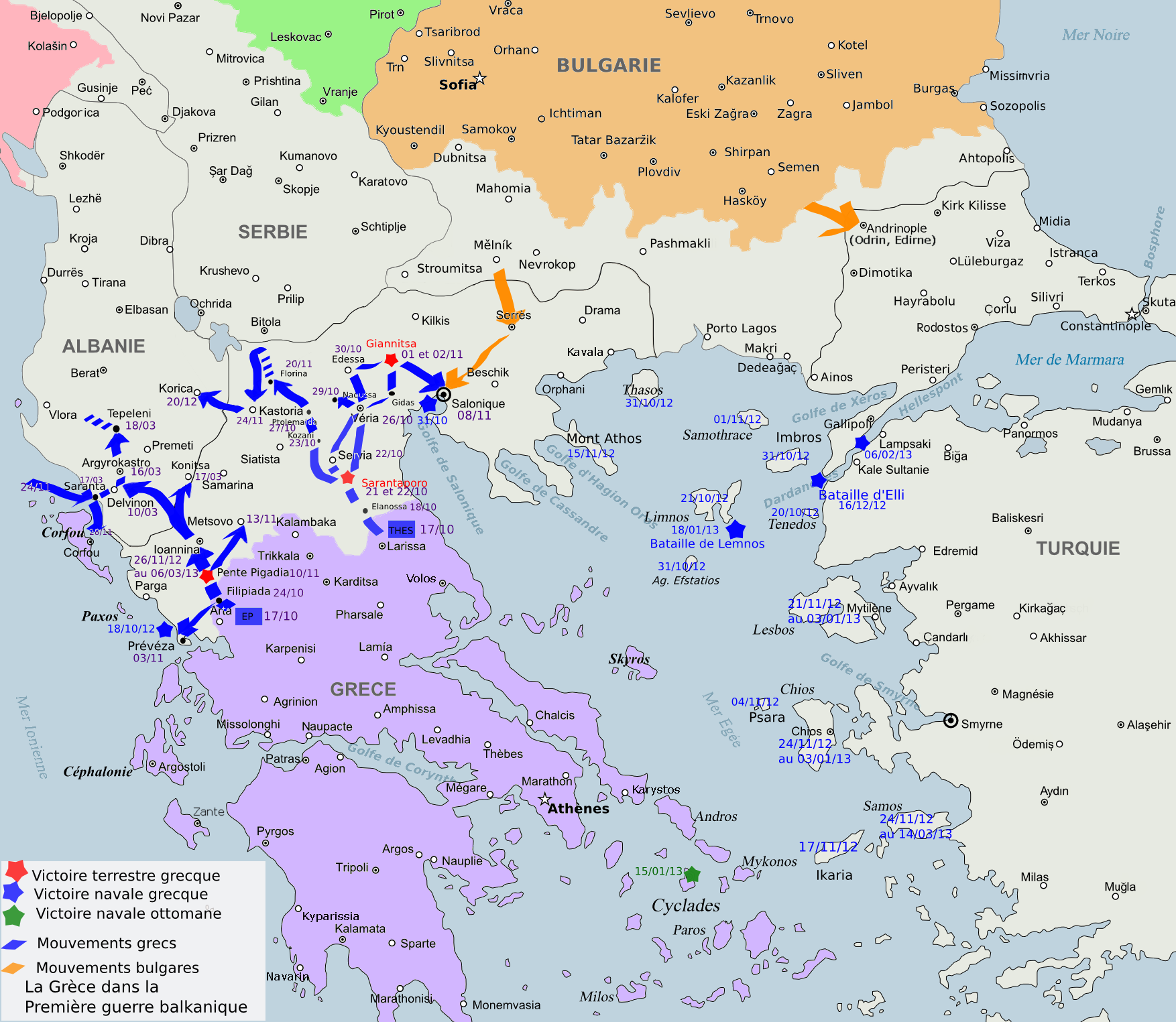
Les opérations grecques de la première guerre balkanique.

Le 17 septembre 1912 (julien), la Grèce décida la mobilisation générale en prévision du conflit imminent. Les hommes des classes 1910 et 1911 qui n'étaient plus sous les drapeaux furent rappelés. Les réservistes des classes 1893-1909 furent incorporés. La mobilisation fut aussi décidée en Crète. La mobilisation fut plus efficace que prévu. Des Grecs expatriés et des philhellènes vinrent s'engager. Ainsi, les Divisions VI et VII qui ne devaient compter que deux bataillons d'infanterie furent portées à trois bataillons. Des corps indépendants, principalement d'éclaireurs, furent créés à partir d'anciens combattants irréguliers de Crète, Épire ou Macédoine : 77 unités crétoises (3 556 hommes), 44 unités épirotes (446 hommes), 9 unités macédoniennes (211 hommes) et 1 812 volontaires civils venus d'ailleurs à qui on fit prêter un serment de fidélité. Il y avait aussi les « Chemises rouges » de Ricciotti Garibaldi (2 300 hommes dont 1 100 Grecs). Le 30 septembre (julien), les membres de la Ligue balkanique envoyèrent une note à l'Empire ottoman, exigeant un certain nombre de réformes dont la reconnaissance de l'autonomie des différentes minorités ethniques de l'Empire et leur représentation proportionnelle au Parlement ottoman,.

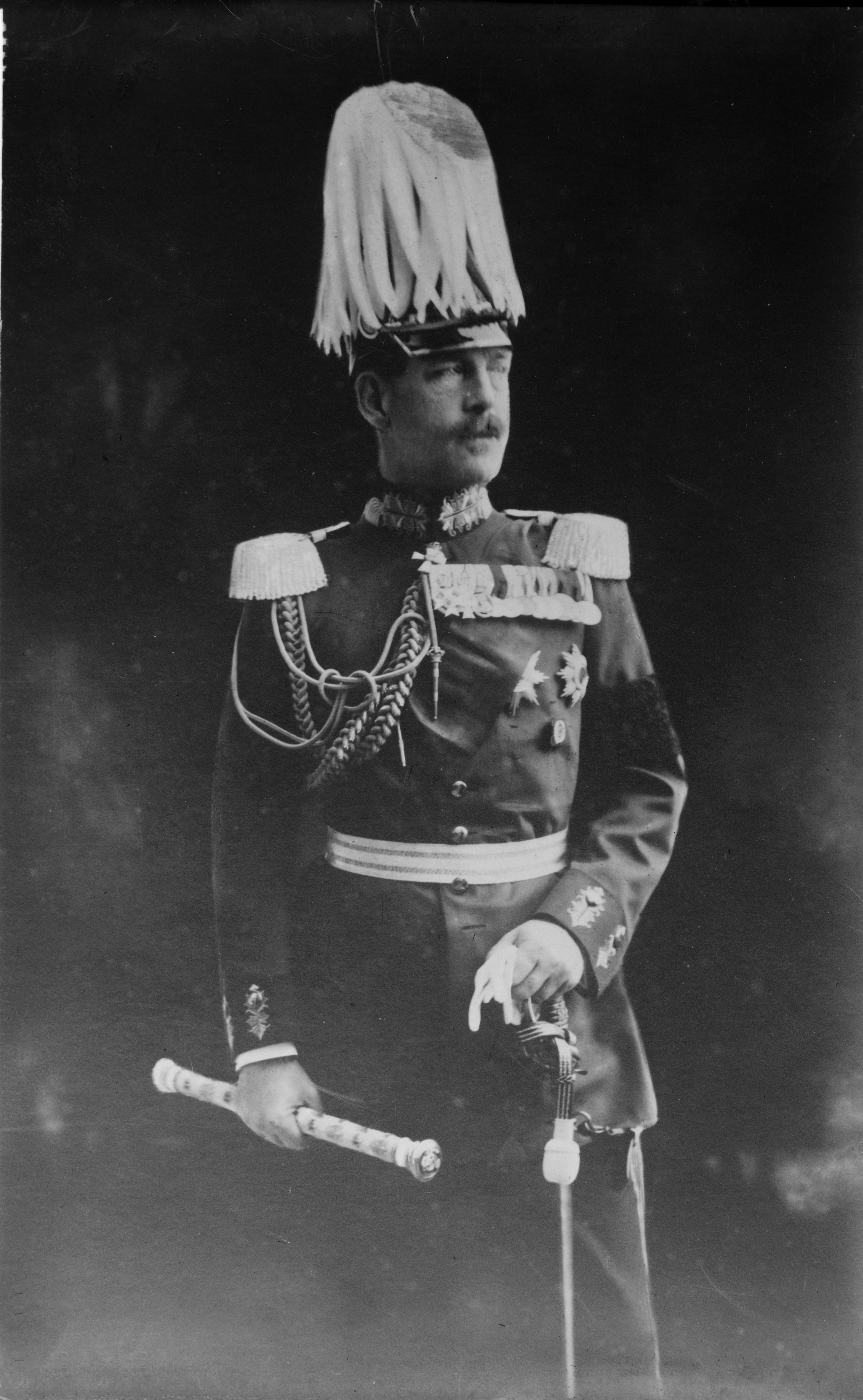
Le diadoque Constantin, Commandant en chef de l'Armée de Thessalie.

Le 8 octobre (26 septembre julien) 1912, le Monténégro commença les hostilités contre l'Empire ottoman. La Bulgarie et la Serbie attaquèrent à leur tour le 16 octobre. La Grèce entra en guerre le 17 octobre (5 octobre julien).
Le conflit pour la Grèce se déroula sur deux fronts : au nord-est du pays, vers la Thessalie et la Macédoine, et au nord-ouest de la Grèce vers l'Épire. Les troupes grecques étaient donc divisées en deux armées. L'Armée de Thessalie avait pour objectif, fixé par le gouvernement de Venizélos (soutenu par le roi Georges Ier), d'atteindre Thessalonique avant les forces bulgares. C'était un objectif éminemment politique et symbolique. De son côté, l'état-major et le prince héritier désiraient marcher sur Bitola. L'objectif était, dans ce cas, d'abord militaire : prendre Bitola signifiait la défaite totale des troupes ottomanes (et donc la revanche sur la défaite de 1897). L'objectif était aussi nationaliste : prendre Bitola signifiait contrôler la quasi-totalité de la Macédoine. L'Armée d'Épire avait quant à elle Ioannina comme objectif.

### La Thessalie, la Macédoine et Thessalonique
Dès le 17 octobre (5 octobre julien), l'Armée de Thessalie, séparée en deux colonnes, pénétra en Thessalie tandis que des troupes irrégulières de volontaires menées par des officiers de l'armée grecque débarquaient en Chalcidique, dans le golfe de Ierissós. Ils chassèrent les petites garnisons ottomanes et rattachèrent les villages à la Grèce.

#### La Bataille de Sarantaporo

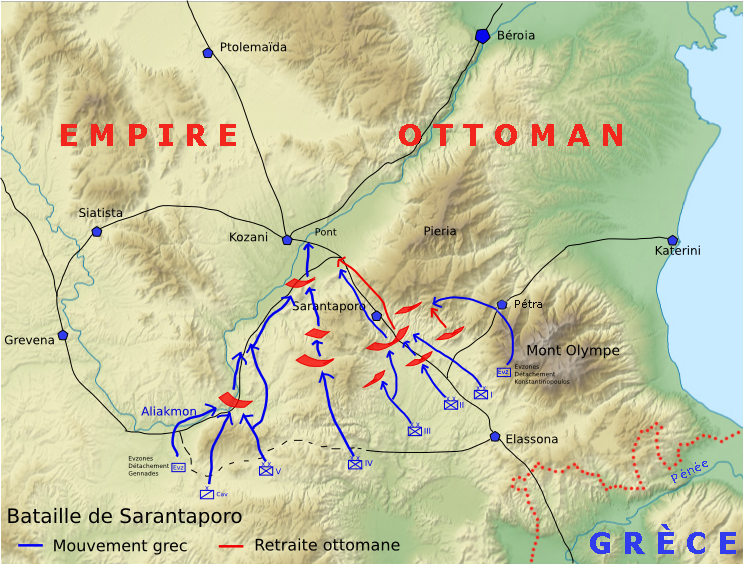
Plan de la bataille.

Le 18 octobre (6 octobre julien), la colonne grecque la plus à l'ouest franchit le col de Meluna. Après quelques escarmouches avec une avant-garde ottomane, elle s'empara des villes d'Elassóna et Deskáti. La colonne la plus à l'est marchait sur Petra. Cette manœuvre surprit les Ottomans. En effet, ceux-ci s'attendaient à une attaque au nord-ouest, sur Elassóna. Aussi y avaient-ils massé leurs troupes, en laissant libres les cols qu'ils contrôlaient pourtant depuis leur victoire de 1897. Ils n'avaient pas prévu que la Grèce marcherait directement vers Salonique. La première rencontre eut donc lieu un peu après le début des hostilités, autour du col de Sarantáporo,.
Les cinq premières divisions de l'Armée de Thessalie assiégèrent les troupes ottomanes à Sarantáporo le 21 octobre (9 octobre julien). Ce col était la principale fortification ottomane en Thessalie, sur la route de Salonique. Le 22 octobre (10 octobre julien) se déroula une longue journée de combat sous la pluie. Les troupes grecques multiplièrent les attaques frontales sur les positions ottomanes, aux cris de « Zito » (« Hourra »). La place fut finalement prise. Les Grecs eurent 187 tués et 1 027 blessés. Ils firent plus de 700 prisonniers et les Ottomans eurent au moins 700 tués. La route de la Macédoine était ouverte,.
Les troupes ottomanes battirent en retraite en abandonnant leur équipement et leurs réserves. Cependant, les Grecs, épuisés, furent incapables de profiter immédiatement de leur victoire et ne purent entamer une poursuite, pour laquelle, les moyens de transport étaient de plus insuffisants. Enfin, l'armée grecque ne connaissait pas l'état réel des troupes ottomanes, manquant cruellement d'éclaireurs.

#### Conquête de la Macédoine

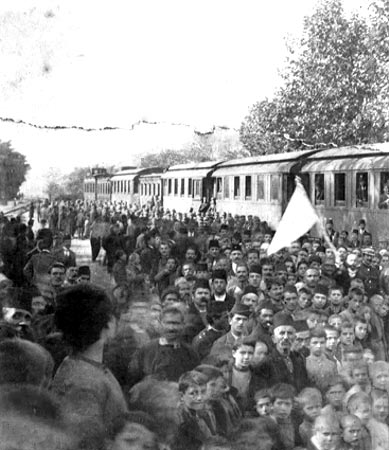
Foule célébrant la libération d'Edessa à la gare.

Les dissensions entre l'état-major et le gouvernement apparurent alors au grand jour. Pour profiter de la victoire militaire, Constantin demanda à marcher sur Bitola. Le roi Georges Ier dut user de toute son autorité sur son fils pour lui faire accepter que les objectifs du conflit étaient politiques et non militaires. Le prince tourna alors tout son ressentiment contre le Premier ministre Venizélos.
Les différentes divisions de l'Armée de Thessalie s'emparèrent ensuite des objectifs macédoniens qui leur avaient été assignés : le 22 octobre (10 octobre julien), la IVe division entra dans Sérvia ; le 23 octobre (11 octobre julien), la Brigade de cavalerie prit Kozani ; le 26 (14 julien), l'armée força les cols du Vermion sur la route entre Kozani et Béroia ; le 28 (16 julien), la VIIe division prit Kateríni, les IVe et VIe divisions Béroia et la Ve division le village de Perdikas. Le 29 octobre (17 octobre julien), lorsque la IVe division entra dans Náoussa, la population s'était soulevée et avait déjà chassé la garnison ottomane. Le 30 octobre (18 octobre julien), la VIe division entra dans Édessa et la VIIe dans Gídas (Alexándria).
Après les combats autour de Sérvia, pour couvrir son flanc droit, le chef d'état-major Constantin envoya la Ve division, commandée par le colonel Mathiopoulos, vers le nord et Flórina, avec comme secret objectif de contrôler le sud-ouest de la Macédoine et de préparer une potentielle avancée vers Bitola. Le 27 octobre (15 octobre julien), la Ve division entra dans Ptolemaïda, faiblement défendue par sa garnison ottomane, puis le 30 octobre (18 octobre julien) dans Amýnteo. Cependant, les Ottomans avaient encore des troupes, appartenant à l'armée du Vardar, au sud-ouest de la Macédoine. Des renforts avaient de plus été acheminés par rail depuis Bitola. Des unités « redif » avaient aussi été mobilisées. La division se heurta donc à une contre-attaque, à Klidion, dans la nuit du 5 au 6 novembre. Défaite, elle se replia en désordre vers le sud-est. Elle dut donc s'arrêter pour se reposer et se regrouper,.

#### La bataille de Giannitsa
Les 1er et 2 novembre (19 et 20 octobre julien), la victoire grecque durant la sanglante bataille de Giannitsá, qui avait duré deux jours, ouvrit la route de Thessalonique. Les troupes ottomanes avaient reçu des renforts depuis Bitola. Elles purent donc opposer une farouche résistance aux attaques grecques. Les Grecs finirent par l'emporter après avoir perdu 1 200 hommes (tués et blessés). Les Ottomans en perdirent 1 960 (tués et blessés). Après leur victoire, les troupes grecques marchèrent vers l'est, vers leur objectif : Thessalonique. Si le pont routier sur le Vardar avait été détruit par les Ottomans pour couvrir leur retraite et empêcher l'avancée vers Thessalonique, le pont ferroviaire avait été laissé intact. L'armée grecque marcha donc le long de la voie de chemin de fer.

#### Thessalonique

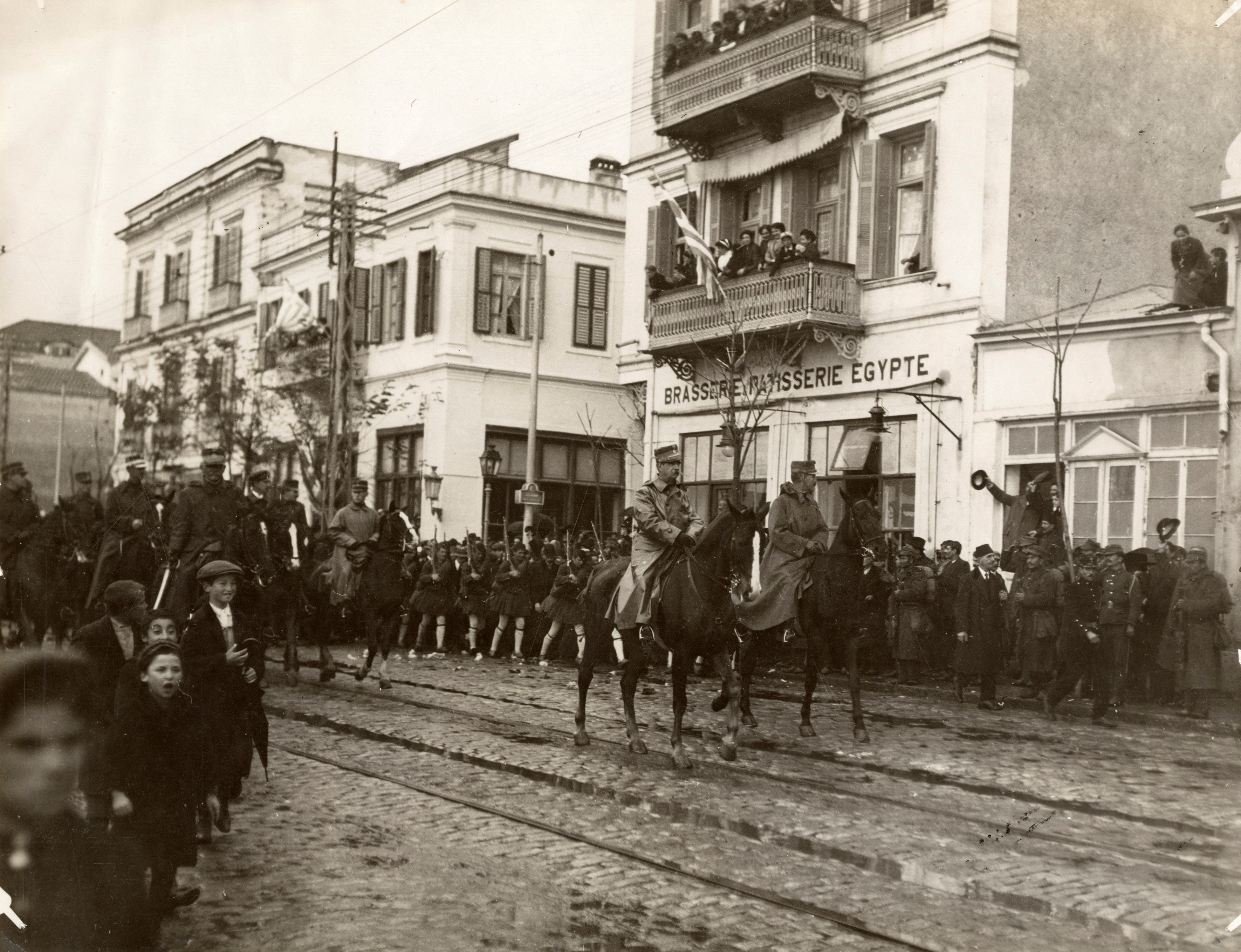
Les troupes grecques entrant dans Thessalonique.

La possession de cette ville avait été un objectif fixé par leur gouvernement aux armées grecque, bulgare et même serbe. Elle n'avait aucun réel intérêt stratégique mais, politiquement et symboliquement, elle était essentielle. Elle avait été un des premiers centres importants du christianisme et, à ce titre, attirait les puissances chrétiennes s'attaquant à l'Empire ottoman musulman. Elle était aussi la seule véritable ville de Macédoine et son seul véritable port. Posséder Thessalonique était aussi le symbole de la domination slave, hellène ou turque sur la région.
La IIIe division de l'Armée de Thessalie entra dans Giannitsá le 20 octobre (julien) tandis que l'avant-garde grecque prenait le village de Platy et s'emparait du pont sur la rivière Loudias. Le même jour, deux compagnies du quatrième bataillon d'Evzones entrèrent dans Siátista sans rencontrer de résistance. Le 4 novembre (julien) suivant, une contre-attaque ottomane, disposant d'un très important soutien d'artillerie, et commandée par Mehmet Pacha fut repoussée par les forces grecques.
Une troupe de volontaires irréguliers commandés par Giagles, un guérillero vétéran des conflits de Macédoine au tournant du siècle, chassa la garnison ottomane de Nigríta et rattacha la ville à la Grèce le 4 novembre (22 octobre julien).
Après cette série de victoires, l'armée grecque se trouva au bout de vingt jours de conflit aux portes de Thessalonique, qu'elle encercla. L'armée bulgare approchait aussi à grands pas depuis le nord. Le commandant de la ville et de la IIIe armée turque, Hussein Tashin-Pacha, jugea sa situation intenable. De plus, la destruction du Fetih-i-Bulend dans le port, le 31 octobre (18 octobre julien), avait démoralisé la garnison. Il demanda donc à ouvrir des pourparlers avec l'état-major grec. Il en ouvrit aussi avec les représentants bulgares. Les Grecs lui firent des conditions plus favorables et les troupes bulgares étaient plus éloignées. Il se rendit donc à la Grèce. Sa garnison comprenait 25 000 hommes de troupe encadrés par 1 000 officiers et soutenus par 70 canons. Les troupes grecques entrèrent dans Thessalonique le 8 novembre (26 octobre julien), le jour de la fête du saint patron de la ville, Aghios Dimitrios. Elles précédaient de quelques heures les troupes bulgares commandées par le général Georgi Todorov, accompagné du prince-héritier Boris et du prince Cyrille. Fortes des 24 000 hommes de la 7e division Rila, qui avait appartenu à la 2e armée serbe lors des combats sur le front nord, ces troupes furent autorisées, après de longues tractations, à pénétrer dans la ville pour s'y reposer le 9 novembre (27 octobre julien). Un certain nombre d'irréguliers bulgares, des komitadjis, entrèrent avec eux,,.
Cette course des belligérants vers Thessalonique eut des conséquences militaires importantes. L'armée grecque avait ainsi laissé les troupes ottomanes se replier sans trop de problèmes sur Bitola où elles se concentrèrent et se reposèrent. Puis, celles-ci gagnèrent l'Épire, où elles participèrent à la défense de Ioannina, infligeant ainsi des pertes beaucoup plus importantes à l'Armée grecque d'Épire. La marche de la 7e division Rila vers le sud avait libéré les troupes ottomanes qui se repliaient, après leur défaite à Kumanovo, avant de se regrouper à Prilep, d'où elles contre-attaquèrent lourdement les forces serbes.

#### Avancer le plus loin possible
Constantin n'avait pas renoncé à son objectif propre : prendre Bitola. Après avoir obéi et pris Thessalonique, il décida une nouvelle poussée vers la Macédoine centrale. Trois divisions furent envoyées soutenir la Ve Division. Le 5 novembre (julien), la VIe Division chassa les forces ottomanes d'Arnissa, près d'Édessa. Le lendemain, le 8e Bataillon d'evzones de la VIe Division affronta les Ottomans à Kelle, dans la province de Flórina, ouvrant la voie au 1er Régiment de Cavalerie qui s'empara de cette dernière ville le lendemain, 20 novembre (7 novembre julien). Ce fut un coup dur pour l'armée ottomane qui comptait sur la possession de Flórina pour s'assurer une route de retraite. La ville constituait aussi un important carrefour sur la route de l'Albanie,.
Le 11 novembre (julien), la IIIe Division et le 1er Régiment de Cavalerie s'emparèrent de Kastoria. De même, le 20 décembre, la colonne qui avait pris Flórina s'empara de Koritsa, ce qui alarma l'Italie et l'Autriche-Hongrie, qui considéraient que la région était vitale pour le futur État albanais qu'elles envisageaient.
L'année suivante, en 1913, le 4 avril (julien), Konstantínos Mános, un député et combattant irrégulier, et le lieutenant Emmanuel Argyropoulos décédèrent lors d'un vol de reconnaissance à bord d'un Blériot XI au-dessus de la région de Thessalonique. Ils devinrent ainsi les deux premiers Grecs à mourir dans un accident d'avion.

### L'Épire et Ioannina
Dans le plan initial, il n'était prévu qu'une stratégie défensive concernant l'Épire. Finalement, il fut décidé, dès le 17 octobre (5 octobre julien), d'y faire pénétrer l'Armée d'Épire commandée par le général Konstantínos Sapountzákis. Son premier objectif, réalisé dès le 18 octobre (6 octobre julien), était de franchir l'Arachthos et de s'emparer de la position défensive ottomane à Gribovo. Le 24 octobre (12 octobre julien), l'armée s'empara de Filippiáda. Là, Sapountzakes divisa ses troupes en deux colonnes : l'une, la plus grande partie de l'armée, devait marcher directement vers le nord et Ioannina, l'autre devait longer le golfe Ambracique à travers un terrain marécageux peu favorable et descendre vers le sud-ouest et Préveza. Cette seconde colonne rencontra une forte résistance.

#### La capture de Prévéza

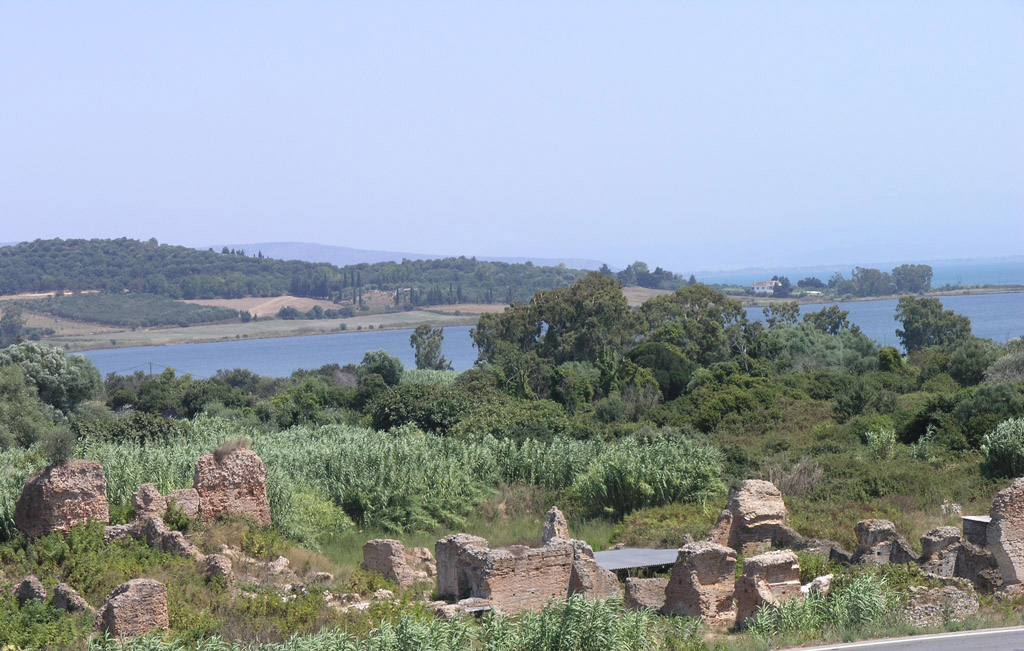
Nicopolis (ruines antiques.)

Le 2 novembre (20 octobre julien), la seconde colonne (une compagnie d'infanterie et un peloton de cavalerie), commandée par le major Speliades, s'avança vers Nicopolis où elle fut surprise par un feu nourri des troupes ottomanes, soutenues par l'artillerie du fort de Nicopolis et les mitrailleuses d'un vapeur ottoman qui croisait dans le golfe ambracique. L'artillerie grecque fut immédiatement déployée, à découvert, sur la route. Elle réduisit au silence d'abord le vapeur ottoman puis l'artillerie du fort. Les lignes ottomanes furent alors enfoncées et la colonne grecque s'empara du village, appuyée par les canons des navires de l'escadre grecque de mer ionienne, commandée par le capitaine Ioannes Damianos. L'artillerie grecque fut à nouveau déployée. Elle bombarda, avec l'appui de la flotte grecque, le fort de Prévéza. Les consuls des grandes puissances suggérèrent au commandant de la place de se rendre. Le lendemain, 3 novembre (21 octobre julien), le détachement Speliades entra dans Prévéza, où il désarma la garnison ottomane qui se composait de 810 hommes. Un torpilleur ottoman que ses marins venaient de saborder dans le golfe pour éviter qu'il tombât aux mains de Grecs fut renfloué et remorqué jusqu'au port de Prévéza où il fut réparé. Les Grecs avaient perdu 64 hommes (dont 10 tués),.

#### Vers Ioannina
La capture de la capitale de l'Épire fut plus longue. Le commandant ottoman, Esad Pacha, n'agit pas comme son homologue de Macédoine et ses troupes luttèrent pied à pied. La progression grecque fut donc très difficile, d'autant plus que le relief de la région, dont ils avaient profité lors de la guerre d'indépendance grecque, ne leur facilita pas cette fois la tâche. Ioannina elle-même était protégée par deux divisions d'infanterie soutenues par des nids de mitrailleuses fortifiés et par près de 90 grosses pièces d'artillerie (52,5 mm et 60 mm). Sur la route que devaient logiquement emprunter les forces grecques, les forts de Bizáni (au sud) et Kastirsa (au sud-est) avaient été modernisés et renforcés à la fin du XIXe siècle avec l'aide du général allemand von der Goltz. Les canons disposaient d'emplacements fixes bétonnés ; il y avait des bunkers et des tranchées ; un réseau de barbelés entourait les forts. Cinq autres petits forts sur le même modèle protégeaient la ville au nord et au nord-ouest. Deux forts plus anciens se trouvaient à l'est de la ville et sur l'île, au milieu du lac. Enfin, après leur défaite à Bitola face aux Bulgares et aux Serbes, les troupes ottomanes s'étaient repliées sur Ioannina, où elles avaient renforcé la garnison. Les troupes grecques enfin, malgré les tentatives de prendre la ville à revers, ne réussirent jamais à l'encercler et donc à la couper de son ravitaillement via l'Albanie.
Dès le 5 novembre (julien), des volontaires épirotes, accompagnés de 200 Crétois, et commandés par le major de Gendarmerie Spyros Spyromelios, débarquèrent à Chimarra, un petit port au nord-ouest de Ioannina, qu'ils attaquaient donc à revers. Après une courte bataille, les défenseurs ottomans furent faits prisonniers.
Le 10 novembre (28 octobre julien), la première colonne de l'Armée d'Épire prit le contrôle du défilé de Pente Pigadia (les Cinq Sources) à mi-chemin entre Ioannina et Arta, ainsi que du village de Kleisoura. Trois jours plus tard, un détachement commandé par le lieutenant-colonel Metsas et accompagné de 53 volontaires crétois, s'empara, après de rudes combats de Metsovo.
Le 7 décembre (24 novembre julien), un détachement composé de deux bataillons d'infanterie et d'une batterie, prélevé sur la IIe Division de l'Armée de Thessalie et accompagné de volontaires crétois, débarqua et captura Aghioi Saranta en Épire du Nord, nouvelle tentative d'attaque à revers. Une contre-attaque ottomane mit le détachement en difficulté. Il dut évacuer et retourner sur Corfou le 28 novembre (julien). Une partie réussit cependant à faire sa jonction avec l'Armée d'Épire.

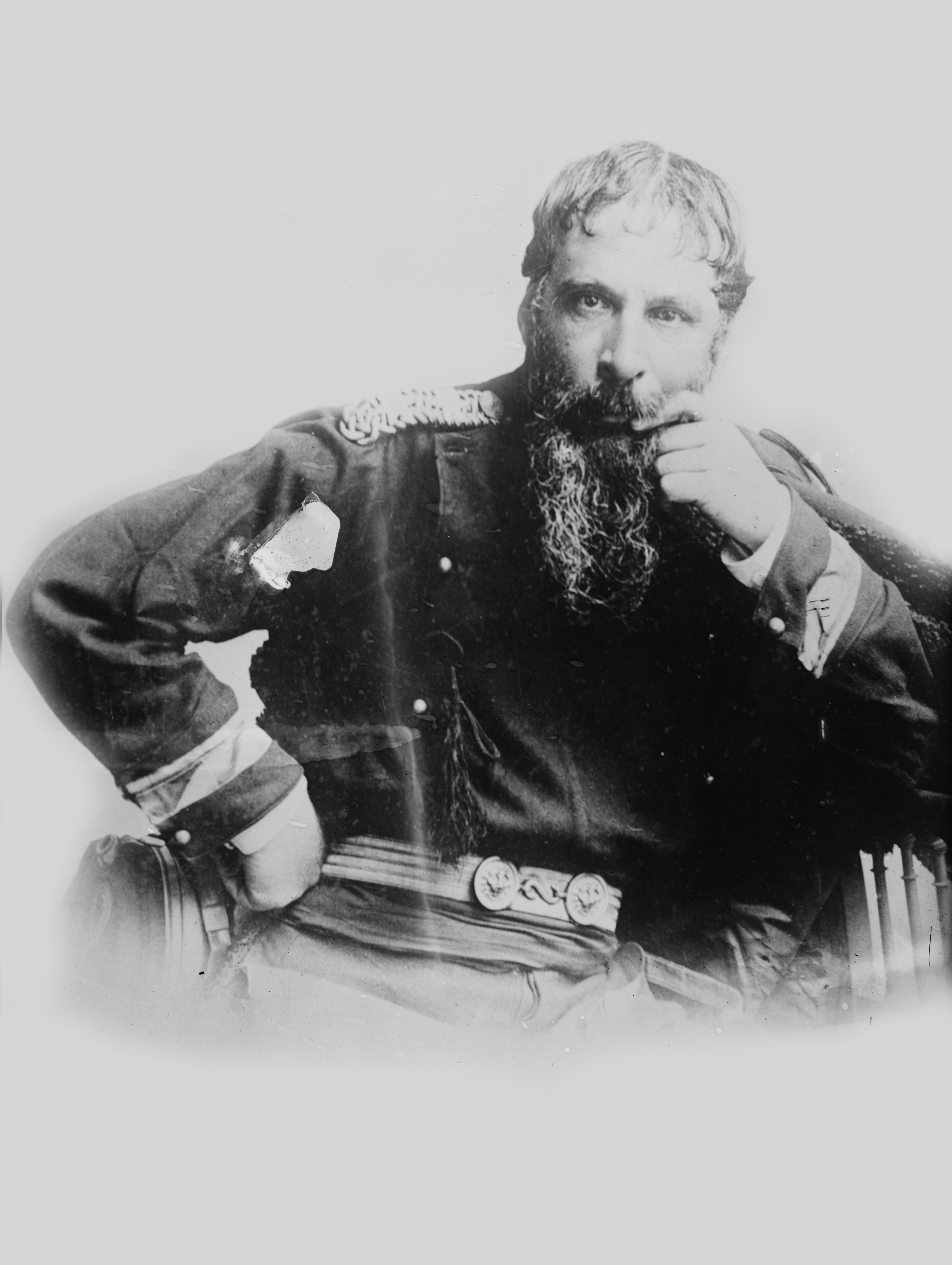
Ricciotti Garibaldi.

Le corps des « Chemises rouges », composé de volontaires étrangers et commandé par Ricciotti Garibaldi et Alexandros Romas, s'empara le 9 décembre (26 novembre julien) du mont Driskos, près de Ioannina, après d'âpres combats contre les troupes ottomanes. Le poète et capitaine Loréntzos Mavílis mourut au cours de ces combats, le 29 novembre. Le même jour, un détachement d'evzones et le Régiment crétois s'emparèrent du village de Pesta qui leur ouvrait la voie vers la principale ligne de résistance ottomane autour du fort de Bizani, au sud de Ioannina. En ce mois de décembre, se faisaient face autour de 35 000 soldats ottomans et « redif » albanais et 25 000 soldats grecs. Les Grecs avaient installé leurs batteries sur les collines afin de leur donner le plus d'efficacité possible, mais elles furent incapables de faire des dégâts suffisants pour inquiéter les forts de Bizani et Kastirsa. À Ioannina, les Grecs se trouvaient bloqués, tout comme au même moment les Bulgares étaient bloqués à Adrianople et les Monténégrins à Scutari. Cependant, contrairement à ses alliés, la Grèce ne signa pas l'armistice de Çatalca du 3 décembre 1912 et les combats se poursuivirent tout l'hiver autour de Ioannina.

#### Prise de Ioannina
Les combats de l'hiver dans les montagnes d'Épire ne furent pas faciles pour les troupes grecques, au-delà du froid. Elles se trouvaient loin de leurs bases et les lignes de communication passaient par des routes en très mauvais état, ce qui ralentissait l'arrivée du ravitaillement et des munitions. Elles n'étaient par ailleurs pas en nombre suffisant pour encercler totalement la ville dont les défenseurs continuaient à être ravitaillés. Il fallait cependant prendre la ville avant la signature de la paix pour être sûr de la conserver. En janvier 1913, trois divisions furent transférées depuis l'Armée de Thessalie. Ainsi, la Grèce disposait autour de Ioannina de cinq divisions, 28 000 hommes soutenus par quatre-vingts pièces d'artillerie et six avions qui servirent à l'observation, mais aussi au bombardement, avec des grenades. À cause de la tension croissante avec la Bulgarie en Macédoine, il n'y eut pas plus de renforts envoyés. Les troupes « redif » harcelaient constamment les forces grecques. Le 12 janvier, ces troupes albanaises musulmanes irrégulières réussirent à détruire les installations du port d'Aghioi Saranta, le principal point d'entrée du ravitaillement pour les assiégeants.
Les troupes ottomanes n'étaient pas en meilleure position. Elles devaient même se méfier de la population de la ville, grecque en majorité. Quant aux Albanais qui y résidaient, ils espéraient faire de Ioannina la capitale d'une région albanaise autonome. De plus, les déserteurs pouvaient s'enfuir puisque les troupes grecques n'encerclaient pas totalement la ville. Enfin, la prise de Koritsa, au nord-est, depuis la Macédoine, le 20 décembre, avait encore affaibli la position ottomane.
D'intenses duels d'artillerie avaient lieu tous les jours. Ils étaient cependant plus symboliques qu'efficaces : les Grecs ne pouvaient pas grand chose contre les casemates ottomanes et les défenseurs n'étaient pas très précis avec leurs canons de gros calibre. S'ils faisaient peu de dégâts, ils prouvaient cependant qu'ils disposaient d'une importante quantité de munitions et que le ravitaillement n'était pas coupé. Les combats se concentraient sur les petits fortins que les Grecs prenaient les uns après les autres et les Ottomans reprenaient parfois. Le fort principal, celui de Bizani, résistait aux assauts grecs. Le 20 janvier, le général Sapountzákis ordonna une attaque de grande envergure sur cet ouvrage. Elle échoua : tous les objectifs intermédiaires avaient été réalisés, mais Bizani n'était pas tombé. Les Grecs avaient perdu 1 200 hommes en une seule journée. L'offensive fut immédiatement arrêtée. En fait, d'après les sources ottomanes, si les Grecs avaient poursuivi leur effort, Ioannina serait tombée. Sapountzakes fut relevé de ses fonctions et remplacé par le diadoque Constantin le 23 janvier. Celui-ci prépara son offensive finale. Il économisa ses hommes et ses munitions toute la fin de l'hiver.
Le 5 mars (20 février julien) 1913, l'offensive fut déclenchée. Constantin avait prévu une attaque de diversion sur les fortins au sud-est de Ioannina et un intense bombardement d'artillerie au sud immédiat de la ville. La diversion fonctionna et le gros des troupes grecques attaqua par le sud-ouest. Esad Pacha, commandant de l'armée ottomane, constatant son complet encerclement à Bizani et voyant l'armée grecque s'approcher de Ioannina, envoya des officiers négocier sa reddition et celle de la ville. Dans cet assaut final, les Grecs perdirent 500 hommes. Le lendemain, le 6 mars (21 février julien), les forces ottomanes (32 000 à 33 000 hommes de troupe, un millier d'officiers et 108 pièces d'artillerie) se rendirent sans condition, permettant à l'Armée d'Épire d'entrer dans Ioannina,. La popularité de Constantin était à son comble.

#### Avancer le plus loin possible

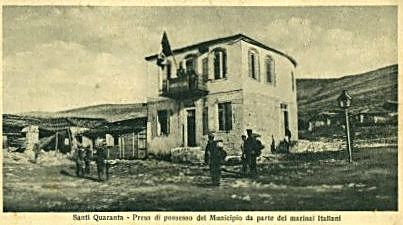
Aghioi Saranta au début du XXe siècle.

L'Armée d'Épire se divisa et continua vers le nord. La IIIe Division marcha vers l'Épire du Nord et s'empara de Leskovik (qui fut rétrocédé à l'Albanie, nouveau-née au traité de Florence) le 23 février (julien) puis du défilé et de la ville de Klisoura le 3 mars. La Ve Division prit Kónitsa le lendemain et le Détachement de l'Achéron s'empara de Neochori et Philiates le 25 février (julien) puis de Aghioi Saranta le 4 mars (julien). La VIIIe Division prit Argyrokastro et Delvino le 3 mars (julien), puis, soutenue par le régiment de cavalerie, entra le 5 mars (julien) dans Tepelen où elle s'empara de l'artillerie de campagne (cinq batteries) abandonnée par les Ottomans dans leur fuite.
L'Armée d'Épire s'arrêta le 2 avril (21 mars julien), n'allant pas plus loin qu'Argyrokastro. L'Italie et l'Autriche-Hongrie avaient fait connaître leur opposition à la prise d'Avlona par la Grèce qui aurait alors contrôlé l'entrée de l'Adriatique.

### Opérations navales
Le principal objectif de la marine grecque, lors de la première guerre balkanique, était de se rendre maîtresse des mers, principalement de l'Égée, afin d'empêcher toutes communications entre l'Anatolie (et son port principal Smyrne) et la Thrace (et ses ports de Kavala et Dedeagatch). Elle prit aussi le contrôle de la mer Ionienne : dès le 3 décembre 1912 (grégorien), elle entreprit le blocus du port de Vlora, en Albanie. Elle bloqua effectivement toute la côte albanaise de la frontière grecque à Durrës le 27 février 1913 (grégorien), coupant le gouvernement provisoire albanais du reste du monde. La flotte apporta son soutien aux opérations terrestres grecques, mais aussi bulgares (attaque de Dedeagatch) et serbes (attaque de San Giovanni di Medua aujourd'hui Shengjini).

#### Débarquement dans les îles
Le 17 juillet 1912 (julien), la population de l'île d'Ikaria, menée par Ioannes Malachias, proclama son indépendance de l'Empire ottoman. Les autorités turques furent chassées et la République icarienne autonome fut créée. Elle exista de fait jusqu'au 4 novembre 1912 (julien), date à laquelle des navires de la flotte grecque s'arrêtèrent dans l'île et la rattachèrent à la Grèce.
Dès le 20 octobre (7 octobre julien), la conquête de Ténédos constitua la première étape dans la fermeture des Dardanelles. Le lendemain, 21 octobre (8 octobre julien) 1912, une escadre commandée par le major Ioulianos Kontaros fit débarquer des troupes sur Lemnos. Après avoir affronté les forces ottomanes pendant près d'une semaine, elles prirent le contrôle de l'île et surtout de son port principal Moudros qui allait servir de base navale pour le reste du conflit. Les Dardanelles étaient fermées,.
Le 31 octobre (18 octobre julien) 1912, deux compagnies d'infanterie et une force d'infanterie de marine protégées par les vapeurs marchands convertis Pelops et Kanaris débarquèrent sur Thasos, Ágios Efstrátios et Imbros ; le lendemain 1er novembre (19 octobre julien), elles s'emparèrent de Samothrace. Au même moment, une escadre grecque patrouillait les eaux devant Smyrne, empêchant toute sortie,.
Le 22 octobre (julien), un détachement, commandé par A. Vratsanos, débarqua du destroyer Ierax et s'empara de l'île de Psara.
Le 2 novembre (julien), le destroyer Thyella débarqua une quarantaine d'hommes à Dafni, sur le mont Athos. Cette troupe s'empara ensuite de Karyès, la capitale à 5 km dans les terres. Au même moment, le croiseur cuirassé Averoff, navire-amiral de la flotte grecque, accompagné des destroyers Ierax et Panther débarquèrent deux cents hommes sur l'île d'Ammoulianí, en Chalcidique, tout près du canal de Xerxès. L'intégralité du Mont Athos était passé sous contrôle grec.
Un millier d'hommes (infanterie de marine et infanterie), commandés par Alexandros Manousakes furent déposés par le cuirassé Averoff et trois vapeurs marchands réquisitionnés, à 14h le 21 novembre (8 novembre julien) à Mytilène, sur l'île de Lesbos. La garnison ottomane, composée de 2 000 hommes, surprise, se replia dans l'intérieur de l'île. Les combats se poursuivirent jusqu'au 21 décembre (8 décembre julien) où les Ottomans finirent par se rendre après une bataille autour du village de Klapados.

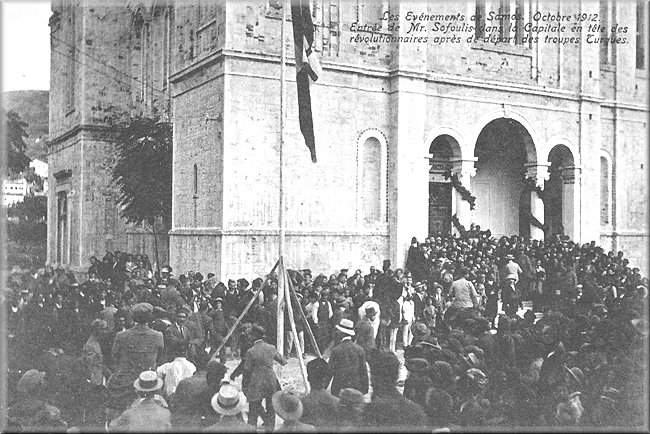
Le soulèvement de Samos.

Le 11 novembre (julien), sous l'action de Themistoklís Sofoúlis, Samos se souleva et déclara son énosis avec la Grèce qui ne l'accepta pas immédiatement, pour des raisons diplomatiques. L'île était en effet très proche du Dodécanèse, contrôlé par l'Italie, que la Grèce ne désirait pas provoquer,. Il fallut que les Samiotes attendent le 14 mars (2 mars julien) 1913 pour voir débarquer sur leur île deux compagnies de l'armée grecque, amenées par le transport de troupes marchand réquisitionné Thessalia, protégé par le cuirassé Spetsai et les destroyers Nike et Velos, et pour que l'union fût officialisée.
Le 11 novembre (julien), une partie du 7e Régiment d'infanterie, transportée à bord des vapeurs marchands réquisitionnés Patris, Sappho et Erietta, protégés par une escadre de croiseurs de la marine grecque, débarqua sur Chios, à Kontari, un peu au sud du port principal de l'île. Comme sur Lesbos, la garnison ottomane (37 officiers et 1 800 hommes de troupe) fut repoussée dans l'intérieur de l'île. Les combats durèrent jusqu'au 3 janvier 1913 (21 décembre 1912 julien), quand les Ottomans se rendirent.

#### Batailles navales
La Grèce était la seule véritable puissance navale engagée dans la première guerre balkanique. Elle eut rapidement la maîtrise de la mer Égée. Deux victoires lui permirent d'enfermer la flotte ottomane dans les Dardanelles : la bataille d'Elli, près du cap Helles, le 16 (3 julien) décembre 1912 et la bataille de Lemnos le 18 (5 julien) janvier 1913. Dans les deux cas, l'amiral Pavlos Koundouriotis commandait la flotte à bord de son navire amiral, le cuirassé Averoff,.

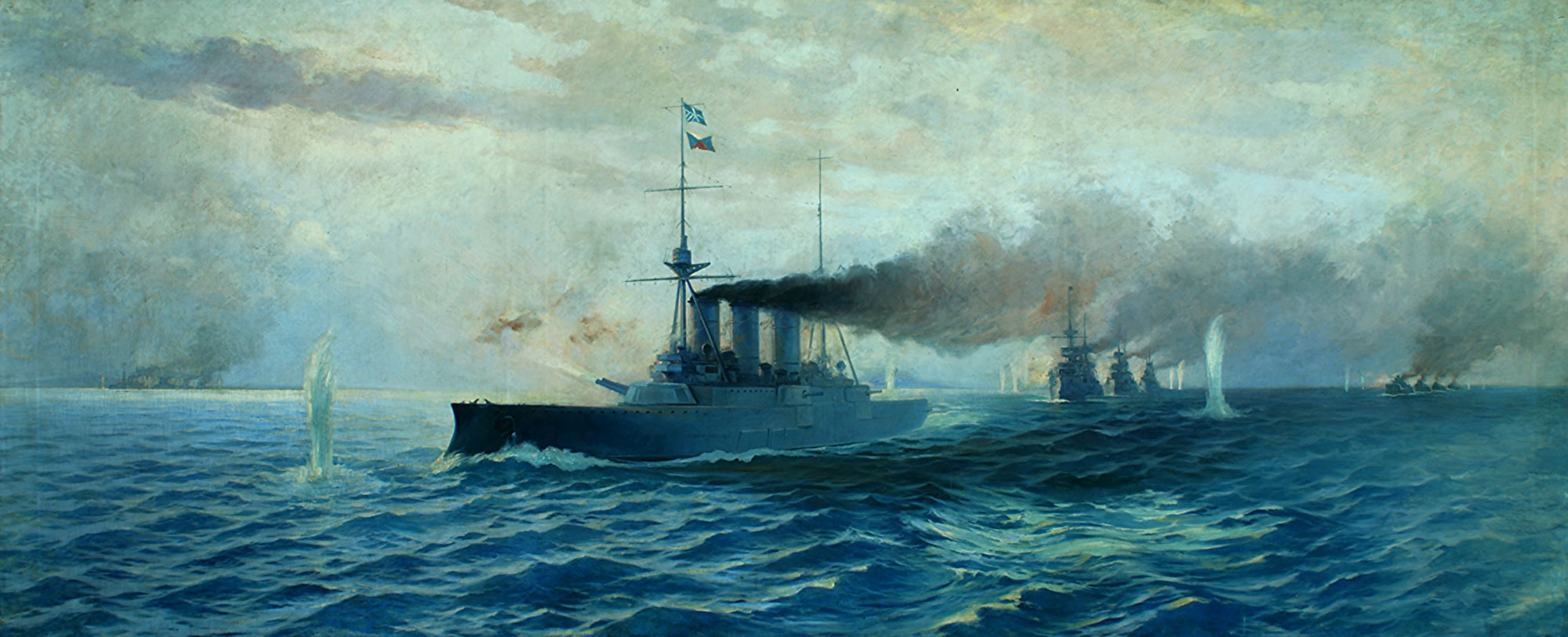
Le Georgios Averoff à la bataille d'Elli.

La bataille d'Elli fut la plus grande bataille navale de la première guerre balkanique. Au départ, il s'agissait d'une tentative ottomane de briser le blocus grec à la sortie des Dardanelles. Dans la flotte ottomane, se trouvaient les vieux cuirassés Barbaros Hayrettin et Mesudiye qui venaient de participer à la défense d'Adrianople, sur la ligne de Çatalca. Ils avaient bombardé les forces bulgares depuis la mer de Marmara et avaient ainsi aidé à les repousser. Les navires ottomans furent appuyés par l'artillerie de leurs forts qui gardaient l'entrée du détroit. Les deux flottes firent subir de sérieux dégâts à leur adversaire. Finalement, la flotte ottomane concéda qu'elle ne pouvait rompre le blocus et rentra dans les Dardanelles. Deux jours plus tard, une nouvelle tentative de sortie se solda par un nouvel échec.

#### Escarmouches navales
Dès le début du conflit, le 18 octobre (grégorien), le port de Préveza étant un objectif, et afin d'assurer à la marine grecque la suprématie en mer Ionienne, deux torpilleurs grecs entrèrent dans le port épirote et y coulèrent les deux cuirassés qui s'y trouvaient.

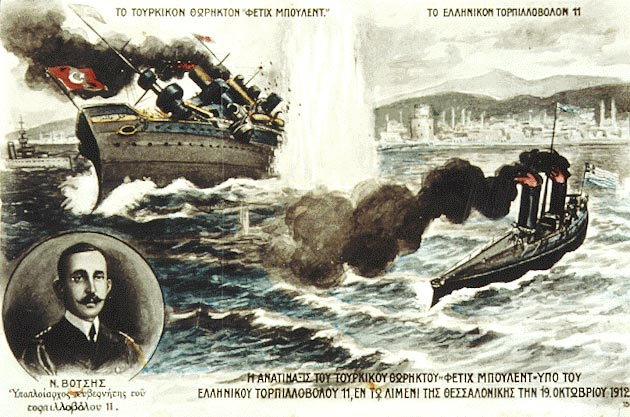
La destruction du cuirassé Fetih-i-Bulend

Le 31 octobre (18 octobre julien), le torpilleur no 11, commandé par le Lieutenant Nikolaos Votses, entra dans le port de Thessalonique et coula le cuirassé ottoman Fetih-i-Bulend.
Le 9 décembre (julien), le sous-marin Delphin, commandé par le lieutenant de vaisseau Stephanos Paparregopoulos, lança une attaque infructueuse contre le cuirassé ottoman Mecidiye. Ce fut la première attaque à la torpille de l'histoire depuis un véritable sous-marin.
Le 15 janvier (grégorien), le croiseur léger ottoman Hamidiye qui avait réussi à quitter les Dardanelles sans se faire repérer par la flotte grecque coula le croiseur grec Makedonia dans le port d'Ermoúpoli sur Syros, dans les Cyclades. Il rejoignit ensuite Port-Saïd sans être inquiété.
Le 6 février (grégorien) 1913, un avion grec survola la flotte ottomane dans les Dardanelles et lâcha quelques petites bombes qui manquèrent leur objectif. Cependant, cet événement peut être considéré comme la première attaque aéronavale de l'histoire.

### Fin de la guerre

#### L'armistice de Çatalca
Lorsque l'armistice de Çatalca fut signé le 3 décembre 1912 (20 novembre julien), la Grèce n'était pas en situation très favorable. Son objectif principal, la capture de Thessalonique, avait été atteint. Cette victoire surtout politique et symbolique était menacée par la présence bulgare. En termes militaires, les armées serbes et surtout bulgares avaient remporté des victoires beaucoup plus éclatantes. Comparativement, les batailles de la Grèce avaient été des engagements limités et ses troupes n'avaient pas fait preuve d'une très grande capacité. De plus, elles avaient subi un revers assez humiliant à Klidion. Enfin, elles étaient bloquées devant Ioannina. Les victoires navales avec les conquêtes des îles permettaient de rétablir ce bilan un peu mitigé. Pour cette raison, la Grèce ignora l'armistice entre ses alliés et les Ottomans et poursuivit les combats.
Depuis fin septembre, les alliés s'échangeaient leurs divers plans de partage. Le premier projet grec avait alors été proposé à la Bulgarie. La nouvelle frontière grecque, avec la Serbie et la Bulgarie, irait de Valona à la Mesta ; elle aurait donc Kavala, à majorité grecque. La Bulgarie aurait la Thrace entre la Mesta et la Maritsa. Constantinople, à majorité grecque, deviendrait zone internationale. La Bulgarie refusa. Son objectif était de reconstituer la grande Bulgarie du traité de San Stefano : elle voulait la Thrace, la Macédoine et Monastir ; pour elle, Constantinople devait être turque ou russe, tout autre statut entraînant de fait une domination grecque de la ville à laquelle elle se refusait. La Bulgarie ne concédait à la Grèce que les îles, sauf Thasos qu'elle revendiquait. Sofia suggérait en fait que le partage se fît en fonction de l'effort et des victoires militaires.

#### Premières négociations

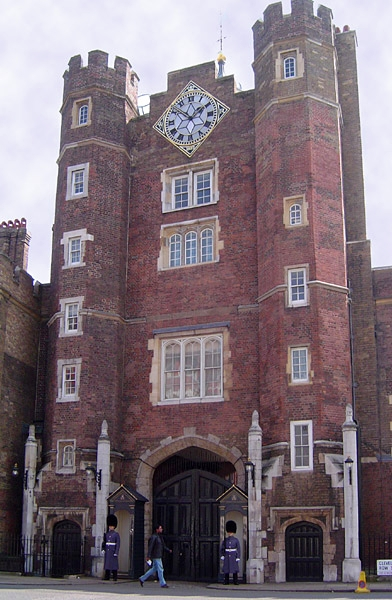
Le Palais St. James.

L'armistice de Çatalca permit d'entamer des négociations à Londres, au palais St. James. Dans un premier temps, cette conférence avait été suggérée par Paris et Londres. Elle ne devait réunir que les grandes puissances (France, Grande-Bretagne, Allemagne, Autriche-Hongrie, Italie et Russie) qui devaient y discuter du sort des Balkans et de l'issue du conflit en fonction de leurs intérêts. Les puissances avaient daigné inviter les belligérants, contrairement aux habitudes, afin de leur demander leur avis. Cependant, si Raymond Poincaré suggérait de revenir au statu quo ante, il n'en était pas de même pour l'Italie, qui voulait faire valider ses conquêtes de 1911, ou pour l'Autriche et l'Allemagne, qui voulaient créer une Albanie afin d'éviter que la Serbie n'ait accès à la mer. L'armistice de Çatalca transforma le but de la conférence qui devint une négociation entre les pays balkaniques, bien plus entre eux d'ailleurs qu'avec l'Empire ottoman.
La Grèce y fut représentée par son Premier ministre Elefthérios Venizélos, Stéphanos Skouloúdis, Gennadios, l'ambassadeur de Grèce à Londres, Geórgios Stréit, l'ambassadeur de Grèce à Vienne et le professeur Nikólaos Polítis, qui enseignait le droit international à Paris. Leur objectif premier était de revenir avec Thessalonique, la Chalcidique, Kastoria et Koritsa. L'idée était d'échanger Serrès contre Kavala, Dráma et Monastir. Ils devaient aussi réclamer toutes les îles de l'Égée, surtout la Crète et même Thasos. S'ils ne pouvaient obtenir Thasos, il fallait la refuser aux Bulgares. L'idée était alors de la proposer aux Britanniques car elle aurait été une possession égyptienne. La Grèce avait fait des concessions. Elle avait fait la moitié du chemin entre ses propositions de septembre et le traité de San Stefano, base des exigences bulgares.
Les Ottomans ne cherchèrent qu'à gagner du temps lors de ces négociations. Ils souhaitaient profiter du répit pour se réorganiser et se préparer à une contre-offensive. Ainsi, ils refusèrent, jusqu'au 24 décembre, de reconnaître la délégation grecque, arguant du fait que les deux pays étaient encore en guerre. Ils refusèrent ensuite de discuter à propos d'Andrinople, inacceptable pour la Bulgarie, et à propos des îles de l'Égée, inacceptable pour la Grèce. Par contre, Venizélos passa beaucoup de temps à négocier avec son homologue bulgare Stoyan Danev. Ce dernier finit par informer Sofia que si la Bulgarie voulait Thessalonique, il faudrait faire la guerre à la Grèce. Le 1er janvier 1913, l'Empire ottoman fit connaître son refus des conditions posées par les pays balkaniques. Le 6 janvier, les discussions furent ajournées. Le 23 janvier, Enver Pacha renversa le gouvernement ottoman lors d'une nouvelle révolution Jeunes-Turcs. La guerre reprit à la date d'expiration prévue de l'armistice : le 3 février, mais les négociations se poursuivirent à Londres, toujours pour le partage futur des territoires perdus par les Ottomans,.
En parallèle, se tint aussi à Londres, sous la direction du Foreign Secretary britannique Edward Grey, à partir du 17 décembre, une « Conférence des Ambassadeurs », réunissant les ambassadeurs des « six Grandes Puissances, signataires du traité de Berlin de 1878 ». L'idée était ici d'éviter l'extension du conflit au reste de l'Europe, mais aussi de conserver le rôle d'arbitre sur le continent. Cette conférence s'intéressa au problème des îles de l'Égée (entre la Grèce et l'Italie ; entre la Grèce et l'Empire ottoman ; et entre la Grèce et la Bulgarie), au problème de la frontière entre la Bulgarie et l'Empire ottoman et enfin au problème de la création de l'Albanie. Cette dernière question ne concerna la Grèce qu'indirectement : l'Autriche-Hongrie et l'Italie se souciaient plus des avancées serbes. Elles ne s'intéressèrent que modérément aux frontières sud du pays (et uniquement lorsque la Grèce tenta de s'emparer de Valona). Aucune des grandes puissances ne s'opposa donc à la conquête de Ioannina par la Grèce, si elle devait finalement s'en emparer.

#### Nouvelles tractations
En février 1913, rentrant de Londres en Grèce, Elefthérios Venizélos passa par Sofia, où il fit d'ultimes propositions à la Bulgarie. Il échangeait Dráma, Kavala et Serrès contre Thessalonique. Les Bulgares continuèrent d'exiger cette dernière ville. Ils poussèrent ainsi leurs deux concurrents en Macédoine dans les bras l'un de l'autre. En avril-mai 1913, Grèce et Serbie négocièrent un traité d'alliance, formel cette fois-ci. Ce traité prévoyait aussi un partage équitable de la Macédoine. La Serbie (évacuée de la côte adriatique par la création de l'Albanie) obtenait Monastir ; la Bulgarie Andrinople qu'elle venait de conquérir et la Grèce Thessalonique. L'idée était de convaincre ensuite la Bulgarie d'accepter ce plan grâce au front commun gréco-serbe. Cependant, les diplomates bulgares laissaient entendre que leur pays serait parfaitement capable de venir à bout des armées grecque et serbe, même coalisées. La Bulgarie exigeait de plus en plus fortement Thasos et Thessalonique. L'assassinat du roi de Grèce Georges Ier dans cette ville le 18 mars changea radicalement la donne. Sa mort hellénisait définitivement la ville. L'opinion publique grecque eut vite fait de la comparer à celle du dernier empereur byzantin Constantin XI, mort en défendant Constantinople en 1453. De plus, le nouveau roi de Grèce se prénommait Constantin. On lui demanda dans son pays de régner en tant que Constantin XII. Il s'y refusa prudemment, préférant Constantin Ier de Grèce.
Le partage du butin se faisait de plus en plus difficilement, d'autant que vinrent s'ajouter aux conflits entre alliés des considérations extérieures. Le Dodécanèse, occupé par l'Italie, réclamait son rattachement à la Grèce. Un conflit semblait imminent entre les deux pays. Dans ce conflit, la France soutenait la Grèce car elle ne voulait pas voir une puissance de la Triplice s'installer en Méditerranée orientale. La Russie refusait de laisser la Bulgarie s'approcher trop près de Constantinople, mais trop vexer la Bulgarie pouvait la pousser dans le giron de l'Autriche (et donc de la Triplice). La France intervint alors directement dans les négociations, en proposant un certain nombre de préliminaires.

#### Le traité de Londres
Les préliminaires proposés par la France le 20 mars, considéraient que l'Empire ottoman, vaincu, devait céder toutes les régions à l'ouest d'une ligne Ainos / Médée, sans préciser à qui ces territoires étaient abandonnés. Le sort de l'Albanie n'était pas non plus évoqué. Le cas des îles de l'Égée devait être réglé dans des discussions à part, puisqu'il concernait aussi l'Italie. Les préliminaires établissaient aussi une répartition de la dette ottomane, mais ce dernier sujet intéressait peu, hormis le créancier, la France. L'Empire ottoman accepta ces préliminaires comme base de discussion le 5 avril. Les autres belligérants réfléchirent plus longtemps.
Un second armistice de Çatalca fut signé le 15 avril entre Bulgares et Ottomans. La Grèce qui avait réellement cessé de combattre depuis le début du mois fut obligée par les puissances occidentales de signer cet armistice. Elle protesta en insistant sur le fait que sa flotte était toute prête à s'emparer de Constantinople. De plus, la prise de Ioannina et l'avancée de ses troupes vers le nord lui permettait de poser la question de l'Épire et de la frontière entre l'Épire du Nord et l'Albanie du sud. Elle proposait un référendum que refusait l'Italie. Cette dernière contre-attaqua même en se faisant la championne des minorités koutso-valaques du Pinde et de Metsovo. L'Italie souhaitait en effet conserver les îles conquises en 1911 que la Grèce réclamait.
Surtout, c'était la Macédoine qui posait problème. Des nationalistes macédoniens firent alors parvenir aux puissances un mémorandum leur suggérant de créer une Macédoine autonome, État-tampon entre Serbie, Bulgarie et Grèce. L'option fut refusée. Certes, elle permettait d'envisager un équilibre, mais il était évident qu'il ne serait que provisoire et que cette Macédoine autonome entrerait dans l'orbite d'un de ses plus puissants voisins et romprait le fragile équilibre des Balkans. La Bulgarie tenta de reprendre les discussions bilatérales avec Venizélos. La Grèce se montra moins conciliante que six mois plus tôt et le ton monta. Cependant, la situation grecque était étrange. Dans le jeu des alliances qui se jouait alors, elle avait obtenu le soutien de l'Entente pour ses revendications sur les îles et le soutien de la Triplice pour ses revendications sur l'Épire du Nord et la Macédoine. Elle était sûre au moins que Thessalonique lui avait été définitivement accordée par les puissances. Elle avait à cette occasion reçu le soutien direct de Guillaume II, qui ne voulait rien refuser à son beau-frère Constantin Ier, qui venait de monter sur le trône.
Après une dernière intervention britannique qui força les vainqueurs à signer, les pourparlers aboutirent le 30 (17 julien) mai 1913. Le traité de Londres entérinait la défaite ottomane sur les bases des préliminaires français du 20 mars : tous les territoires à l'ouest de la ligne Ainos/ Médée passaient aux vainqueurs. À eux ensuite de statuer sur les frontières entre leurs États. L'Empire ottoman renonçait aussi à la Crète et aux îles de la mer Égée. Le traité prévoyait que les Grandes Puissances statueraient à propos de ces îles mais aussi des frontières de l'Albanie. La création de cet État, sur l'insistance de l'Italie et de l'Autriche-Hongrie, frustrait la Grèce et la Serbie de certains de leurs objectifs. Elles cherchèrent donc à obtenir plus, en compensation, en Macédoine.

## La seconde guerre balkanique

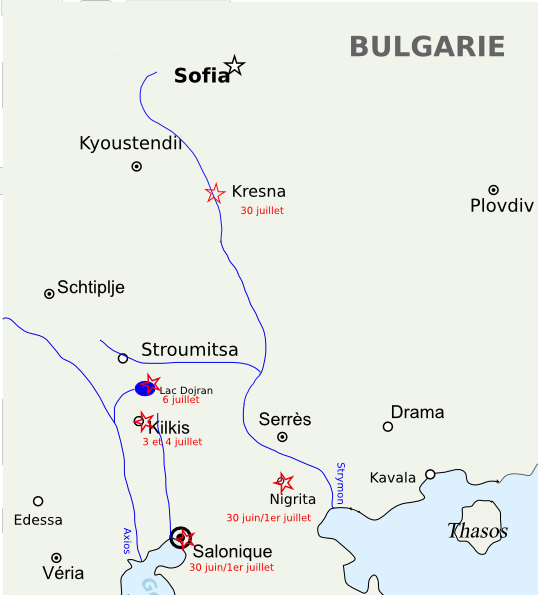
Les batailles principales entre la Grèce et la Bulgarie lors de la seconde guerre balkanique.

Thessalonique avait été, dès les négociations de paix, une pomme de discorde entre les alliés bulgare et grec. La ville était revendiquée par les deux pays. La Serbie avait, elle aussi, des difficultés avec la Bulgarie. Serbes et Grecs avaient signé un accord militaire le 12 mai 1913 prévoyant, pour le partage des territoires, une attitude commune face à la Bulgarie.

### Premiers incidents
Avant même la fin de la première guerre balkanique, des incidents se déroulèrent entre les alliés. Tout au long de l'hiver 1912-1913, pendant que durait l'armistice avec les Ottomans, Sofia se plaignit d'activités « anti-bulgares » de la part des Grecs dans le nord de la Macédoine.
Les premiers incidents ne dégénérèrent pas en conflit armé. Ainsi, dès la signature de l'armistice, le 3 décembre 1912, se déroula l'« incident du kilomètre 14 » entre troupes grecques et bulgares. Les Grecs contrôlaient la voie ferrée Thessalonique - Dedeagatch jusqu'au kilomètre 14 ; les Bulgares contrôlaient la suite. Par un accord entre les états-majors, l'exploitation de la voie ferrée avait été confiée aux Bulgares qui dès lors en réclamèrent le contrôle total. Devant le refus grec, l'armée bulgare entreprit de repousser la garnison grecque, stationnée au kilomètre 14, par la force. La tension monta les 3 et 4 décembre. L'affrontement fut évité de justesse mais les troupes bulgares continuèrent à maintenir la pression pendant une quinzaine de jours. Début février (julien) 1913, le commandant grec de la région d'Aridaea (village au nord d'Edessa) exigea le retrait d'une quinzaine de komitadjis bulgares. Il envoya ses hommes les déloger. Encore une fois, l'affrontement fut évité de justesse.
Le 6 mars (20 février julien) 1913, les troupes bulgares tentèrent de s'emparer de la ville de Nigrita, conquise par des volontaires grecs en novembre 1912. Les combats entre Grecs et Bulgares durèrent trois jours, jusqu'au repli bulgare vers Serrès. Le rapprochement gréco-serbe se fit visiblement au détriment des Bulgares. Avant même la signature de l'alliance, début mars, les officiers grecs et serbes manifestèrent bruyamment dans les rues de Thessalonique, aux cris de « Vive la fraternité gréco-serbe ! Vivent les véritables alliés ! » En avril, de nouveaux affrontements entre Grecs et Bulgares eurent lieu, cette fois-ci dans les quartiers du nord-est de Thessalonique. Il y eut des victimes des deux côtés. Une commission d'enquête gréco-bulgare fut mise en place. Au lieu de calmer les choses, elle ne fit que les envenimer. Fin mai, de nouveaux incidents opposèrent Grecs et Bulgares, à l'est du Strymon. Les Bulgares perdirent cinquante hommes et durent quitter leurs positions autour d'Angista,.

### Préparations et état des belligérants
Grecs et Serbes se préparèrent très tôt à affronter les Bulgares. Dans cette éventualité, leurs troupes furent redéployées en Macédoine. La flotte grecque transporta même les troupes serbes depuis Scutari. Durant la première guerre balkanique, les troupes serbes et grecques avaient (comparativement) moins souffert que les troupes bulgares et avaient subi moins de pertes. De plus, les combats contre les troupes ottomanes s'étaient achevés plus tôt. Dès le mois de mars, après la prise de Ioannina, les troupes grecques, redéployées en Macédoine avaient aussi commencé à solidement fortifier leurs positions. Enfin, la Serbie et la Grèce avaient déjà atteints la majorité de leurs objectifs en Macédoine et n'avaient qu'à défendre leurs conquêtes, alors que la Bulgarie avait à avancer dans la région pour y conquérir sa part de butin. Des ordres avaient été envoyés par les états-majors qui s'attendaient à une attaque bulgare : les troupes devaient rester constamment vigilantes, principalement la nuit. L'armée grecque était composée de 121 000 hommes, commandés par le roi Constantin Ier. Elle faisait face à la IIe armée bulgare qui comptait 36 000 hommes, dont 20 000 insuffisamment entraînés selon son commandant le général Ivanov, qui sous-estimait peut-être ses forces. Les Grecs, quant à eux, surestimaient cette armée, lui accordant entre 80 000 et 105 000 hommes. La stratégie grecque avait été arrêtée. L'armée grecque était divisée en trois (droite, centre et gauche). Dès l'attaque bulgare attendue, l'armée grecque devait contre-attaquer, en faisant surtout porter son effort au centre et à gauche (vers le nord), afin d'empêcher les Bulgares de se replier vers Strómnitsa et d'ainsi les chasser de Macédoine. L'idée était aussi d'opérer la jonction avec les troupes serbes.
La signature du traité de Londres permit à la Bulgarie, quant à elle, de déplacer une partie de ses troupes de l'est autour de Gallipoli et Çatalca à l'ouest, vers le futur front de Thrace et de Macédoine. Les troupes bulgares étaient plus fatiguées, mais leurs lignes de ravitaillement et de communication étaient mieux contrôlées et protégées que celles de leurs adversaires. Les Bulgares étaient aussi seuls, ce qui leur conférait l'avantage d'un seul commandement en une seule langue alors que Grecs et Serbes avaient du mal à communiquer et à se coordonner. D'ailleurs, les deux alliés opérèrent pratiquement chacun de leur côté. Les Bulgares avaient 360 000 hommes sur le front de Thrace et Macédoine, répartis en quatre armées, dont 36 000 face aux Grecs. Cette IIe armée venait d'être redéployée depuis ses positions face aux Ottomans à Andrinople. Elle était étalée sur un front long de plus de 190 km. Elle reçut ses ordres le 26 juin : prendre Thessalonique. Comme leurs adversaires, les Bulgares avaient profité du répit pour fortifier un certain nombre de positions. Ainsi, autour de Kilkís, au nord de Thessalonique, des tranchées furent creusées, des batteries dont certaines prises aux Ottomans, furent installées, le plus souvent dissimulées.

### Combats
La Bulgarie attaqua ses anciens alliés dans la nuit du 29 au 30 juin (16 au 17 juin julien) 1913 (à minuit ou 8h30 selon les sources) : les Serbes près de Guevgueli et les Grecs à Nigrita. L'effet de surprise permit aux troupes bulgares de s'emparer de la ville,. Des batailles sanglantes opposèrent ensuite Grecs et Bulgares en Macédoine : bataille de Kilkís-Lachanas, Dojran et Kresna.

#### Thessalonique

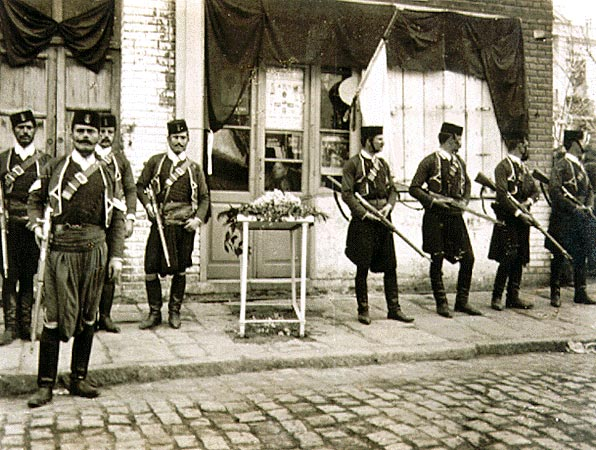
Gendarmes crétois à Thessalonique.

Des combats commencèrent entre troupes grecques (IIe Division de l'Armée grecque de Thessalie et 2 000 gendarmes crétois) et troupes régulières et irrégulières bulgares (dont le 3e bataillon du 14e régiment macédonien) dans Thessalonique le 30 juin (17 juin julien). Dans cette ville, contrairement aux autres endroits du front, ce furent les Grecs qui déclenchèrent les hostilités. La Grèce avait décidé de ne plus y tolérer les troupes bulgares. Celles-ci refusèrent de se replier alors qu'elles étaient totalement isolées, en très grande infériorité numérique et à court de matériel (pas plus de 200 cartouches par fusil). En effet, le gouvernement bulgare leur avait demandé de rester à tout prix (contre l'avis de l'état-major), afin de matérialiser les revendications bulgares sur la ville. Les Bulgares ne purent se défendre qu'avec leurs fusils et leurs baïonnettes contre les Grecs qui les attaquèrent au canon. Ces combats firent de nombreuses victimes civiles. Les Bulgares accusèrent plus tard les troupes grecques d'avoir profité du désordre pour massacrer des civils bulgares qui habitaient la ville. Le 1er juillet (18 juin julien), la IIe Division, après avoir combattu toute la nuit, réussit à obliger 1 260 hommes de troupes, 19 officiers et 80 komitadjis à se rendre. Les Bulgares admirent 237 morts et une centaine de blessés ; les Grecs 18 morts et 13 blessés,,.

#### Batailles de Kilkís-Lachanas

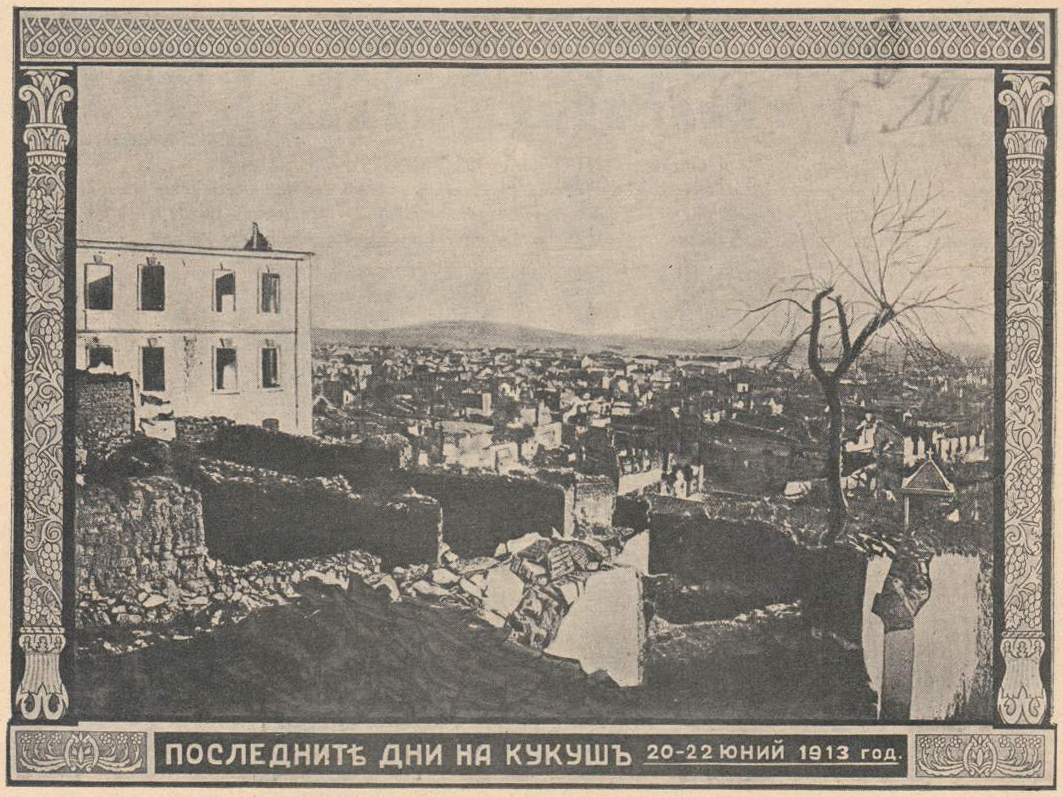
La ville de Kilkís rasée après les combats.

Dès le 30 juin, passées les premières avancées bulgares, les forces grecques contre-attaquèrent avec l'appui de la flotte grecque qui pilonnait les troupes bulgares depuis le golfe d'Orfanos. Le flanc droit bulgare (au nord) subit les attaques les plus lourdes, comme prévu dans la stratégie grecque. Dès le 1er juillet, la IIe armée bulgare se replia vers le nord, pour tenter de se rapprocher de la IVe armée, près de Stroumica. Celle-ci, mal engagée contre l'armée serbe ne put cependant lui être d'aucun secours. La IIe armée s'arrêta donc sur la position préparée à l'avance de Kilkís.
Les combats de la bataille sanglante de Kilkís-Lachanas durèrent du 30 juin au 4 juillet. Après des combats à la baïonnette et au corps à corps, l'armée grecque finit par remporter une victoire décisive. Le 3 juillet (20 juin julien), la VIe Division de l'Armée grecque de Thessalie s'empara des positions bulgares à Xylopolis, près de Lachanas. Au cours de ces deux engagements liés, la Grèce perdit respectivement 5 652 et 2 701 hommes. Elle fit 2 500 prisonniers bulgares et captura 19 canons, avec cinq équipages, 1 300 armes à feu et une immense quantité de matériel. Les Bulgares admirent 4 227 morts, 1 977 blessés et 767 disparus. Surtout, selon le général Ivanov, le moral fut le plus atteint. Après plusieurs tentatives de contre-attaque pour reprendre les positions perdues, la IIe armée bulgare reconnut sa défaite et poursuivit son repli vers le nord, abandonnant Serrès et Dráma. Là, elle fut rejointe par les renforts que lui envoyait l'état-major. Ils se replièrent aussi. Cette retraite découvrit de fait le flanc gauche de la IVe armée bulgare qui affrontait les Serbes et dut donc aussi se replier,. Cette victoire fut célébrée en Grèce par une médaille portant d'un côté le portrait du roi Constantin Ier et de l'autre celui de l'empereur byzantin Basile II dit « le Bulgaroctone » (tueur de Bulgares).

#### Repli bulgare, avancée grecque
Les IIIe et Xe Divisions grecques entrèrent dans Dojran après la bataille de Dojran, le 6 juillet (23 juin julien). Pour éviter une catastrophe, l'état-major bulgare ordonna le 7 juillet (24 juin julien) une retraite totale des IIe et IVe armées vers la frontière bulgare, celle d'avant la première guerre balkanique. La IIe armée qui devait couvrir la marche de la IVe armée, affronta alors ce jour-là l'armée grecque : son aile droite au sud du lac Dojran où elle fut défaite et son centre à l'entrée des Gorges de Rupel sur le Strymon où elle résista grâce à un fort soutien d'artillerie. Le 9 juillet (26 juin julien), la Xe Division grecque repoussa les troupes bulgares de la chaîne de montagnes des Kerkines après deux jours d'âpres combats et descendit dans la vallée de la Stroumitsa et s'avança vers Strómnitsa qu'elle prit le lendemain,.
Un bataillon de cavalerie et la VIe Division grecs franchirent le Strymon, au gué d'Agrioleuka, le 10 juillet (27 juin julien). Ils avancèrent vers Sidirókastro, qu'ils prirent. Cependant, les Bulgares avaient incendié la ville en se retirant. Ils auraient aussi exécuté le métropolite et une centaine d'habitants. Ils auraient fait de même à Dráma. Ils auraient massacré 3 000 personnes à Doxato.

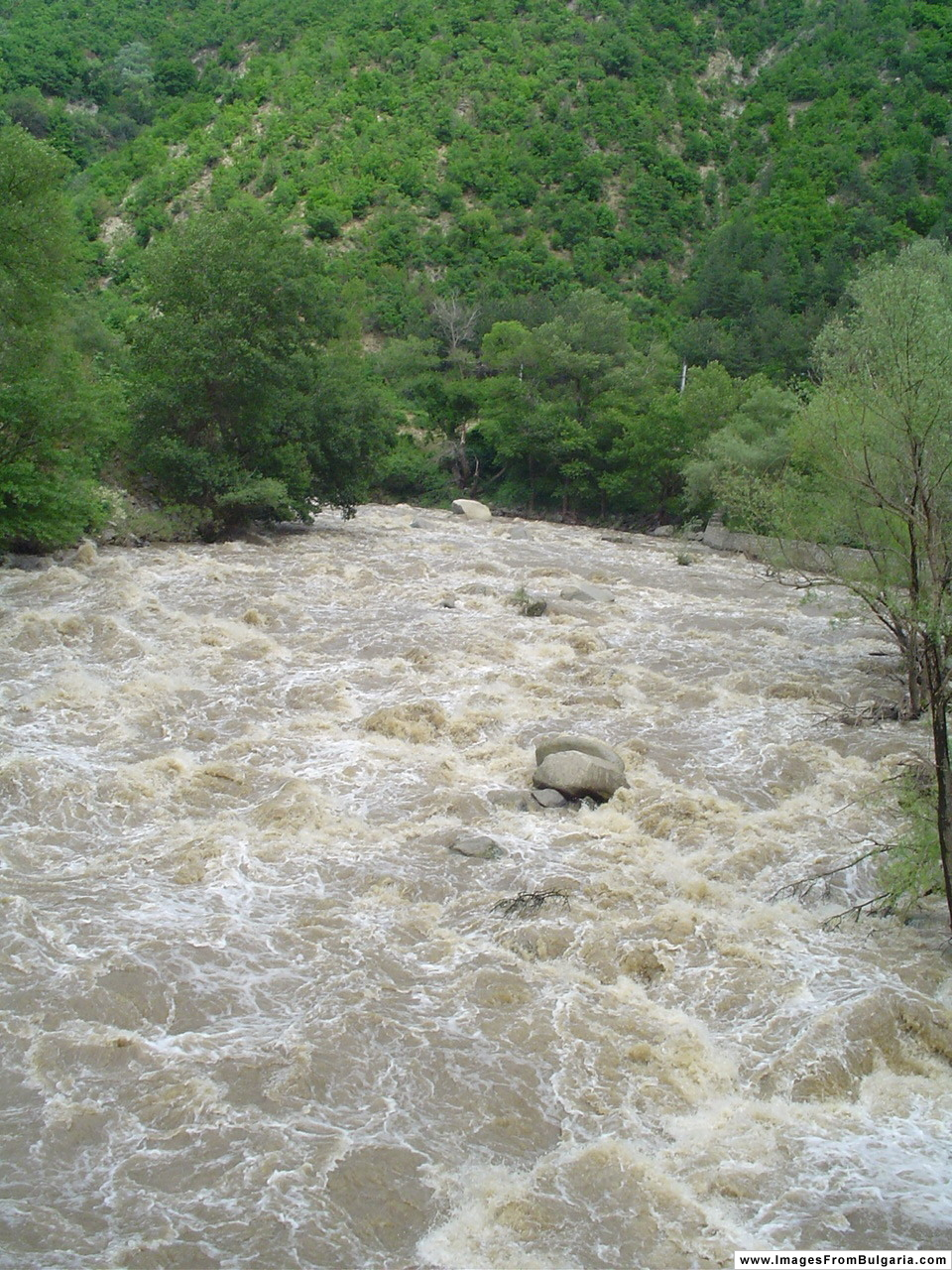
Le Strymon dans les gorges de Kresna.

La VIIe Division grecque s'empara de Serrès le 11 juillet (28 juin julien) au soir. Son 21e régiment d'infanterie remonta la voie de chemin de fer vers Dráma, dont elle s'empara après combats. Le 19 juillet (6 juillet julien), la Division prit Kato Neurokopi, puis Xánthi le 25 juillet (12 juillet julien).
La Ire Division grecque pénétra dans les gorges de Kresna, en territoire bulgare, le 23 juillet (10 juillet julien). Le lendemain, le roi et commandant en chef, Constantin Ier arrêta l'offensive. Ses troupes étaient proches du point de rupture de leur lignes de communication et de ravitaillement. Elles étaient aussi épuisées par les combats et la marche forcée vers le nord. Cependant, le 27 juillet (14 juillet julien), la cavalerie de la VIIIe Division captura Komotene.

#### Bataille de Kresna
Sur le « front serbe », les IVe et Ve armées bulgares réussirent à repousser les forces serbes et monténégrines à Kalimantsi le 19 juillet. Moins menacée de ce côté, les troupes bulgares tentèrent alors une contre-attaque contre les troupes grecques dans les gorges de Kresna. Cette vallée encaissée du Strymon dans les Rhodopes au sud de Blagoevgrad constituait une excellente position défensive. De plus, les forces grecques étaient épuisées et au bout de leurs lignes de ravitaillement prêtes à rompre. Le gouvernement de Venizélos songeait à négocier un armistice. Le Premier ministre se rendit au quartier-général pour tenter de convaincre le roi et commandant en chef. Mais, Constantin Ier désirait une victoire militaire décisive. Des éléments des IIe, IVe et Ve armées bulgares qui se repliaient furent regroupés et réorganisés à l'entrée des gorges. Ils y furent rejoints par la Ire armée qui arrivait du nord-ouest du pays. Le 29 juillet, les forces bulgares passèrent à l'attaque.
Le flanc gauche bulgare était chargé de contenir les Serbes tandis que le centre et le flanc droit avançaient sur les Grecs. Les flancs gauche et droit des Grecs furent repoussés dans les vallées du Strymon et de la Mesta, poursuivis par les Bulgares. Ceux-ci étaient même en position de complètement encercler les troupes grecques. Les Grecs, en mouvement, ne pouvaient utiliser leur principal atout : l'artillerie qui ne pouvait se déplacer facilement sur ce terrain accidenté et qui n'avait jamais le temps de se mettre en batterie. Le manque de coordination entre les forces grecques et serbes vint s'ajouter aux difficultés grecques : leurs alliés ne pouvaient leur apporter un soutien efficace. Il semblerait aussi que le gouvernement serbe était inquiet des succès militaires grecs et craignait de perdre Bitola. L'inefficacité de l'aide serbe avait donc aussi peut-être une raison politique. Le 30 juillet, les forces grecques étaient au bord de l'annihilation totale. Le roi - commandant en chef, qui risquait d'être fait prisonnier, envoya un télégramme à son Premier ministre à Bucarest : « Mon armée est physiquement et moralement épuisée. Dans ces conditions, je ne peux plus refuser un armistice ou un cessez-le-feu. »
Les Grecs et leur roi furent en fait sauvés par le gouvernement bulgare qui suggéra de son côté un cessez-le-feu car Sofia était menacé. Cette ultime défaite grecque ou ultime victoire bulgare ne changea pas le cours général du conflit mais permit à la Bulgarie d'espérer conserver au moins une partie de ses conquêtes de la première guerre balkanique.

#### Opérations navales
La flotte grecque fit débarquer des troupes dans divers ports. Dès le 9 juillet (26 juin julien), le destroyer Doxa, commandé par le commandant Kriezis, accompagné des Panther et Ierax, entrèrent dans le port de Kavala. Des troupes débarquèrent du Doxa et furent accueillies en libératrices par la population. Le 25 juillet (12 juillet julien), les cuirassés Spetsai, Hydra et le destroyer Aspis, commandés par l'amiral Guinis (el), entrèrent dans le port de Dedeağaç. La Bulgarie venait de perdre son débouché sur la mer Égée. Il y eut aussi des débarquements à Porto-Lago et Makri, en Thrace occidentale,.

### Négociations de paix et traité de Bucarest
Les Ottomans reprirent aux Bulgares la ville d'Andrinople et les Roumains menacèrent Sofia. Le roi de Bulgarie Ferdinand Ier demanda la médiation des puissances occidentales. Un congrès se tint à Bucarest en juillet-août 1913. Il commença le 30 juillet (17 juillet julien). Elefthérios Venizélos y représentait la Grèce. Les grandes puissances furent constamment présentes par l'intermédiaire de leurs ambassadeurs dans la capitale roumaine. Sans contrôler les négociations, elles jouèrent un rôle important. Dès le premier jour, un cessez-le-feu de cinq jours fut décidé. Il prit effet à midi le 31 juillet (18 juillet julien). Il fut prolongé indéfiniment avant même son expiration,,.
Lors des négociations, le principal problème entre la Grèce et la Bulgarie était le débouché sur la mer Égée pour cette dernière. Les Bulgares ne voulaient pas se contenter de Dedeağaç, mais souhaitaient une portion plus longue de la côte incluant le port de Kavala, qui était aussi un centre important de production de tabac. Elefthérios Venizélos était partisan de la solution minimale. Il rappela qu'à Londres, les Grecs avaient offerts Serrès, Dráma et Kavala et que les Bulgares, en position de force n'avaient pas voulu s'en contenter. Il refusait donc, maintenant qu'ils étaient vaincus de leur céder. Il était alors en conflit avec son souverain qui, lui, était prêt à accorder aux Bulgares ce qu'ils demandaient. Sa position était donc difficile lors des négociations. Il se produisit alors une inhabituelle combinaison : Russie et Autriche-Hongrie apportèrent leur soutien à la Bulgarie, tandis que France et Allemagne soutenaient les revendications grecques. L'intervention du kaiser Guillaume II réussit à convaincre son beau-frère Constantin. Les négociations durèrent jusqu'au 8 août. Le traité de paix, signé deux jours plus tard, ne laissa donc à la Bulgarie que le débouché maritime relativement peu développé alors de Dedeağaç. Kavala revint à la Grèce, qui s'étendit donc jusqu'aux rives de la Mesta. Sa souveraineté sur la Crète fut aussi définitivement reconnue,,,.
Le 14 novembre 1913, la Grèce et l'Empire ottoman signèrent le traité de paix d'Athènes qui ne réglait pas tous les différends puisqu'un conflit manqua d'éclater en 1914, à propos des îles de l'Égée.

## Bilan des guerres balkaniques pour la Grèce

En vert, les gains territoriaux de la Grèce à la suite des guerres balkaniques.

Les pertes humaines lors des deux conflits balkaniques pour la Grèce s'élèvent à 5 169 morts et 23 502 blessés pour la première guerre balkanique et 2 563 morts et 19 307 blessés pour la deuxième. Le pays aurait aussi dépensé 467 millions de francs-or.
Le territoire et la population de la Grèce victorieuse s'accrurent considérablement. Une bonne partie des objectifs de la Grande Idée étaient réalisés. Sa superficie augmenta de 70 %, passant de 64 786 km2 à 108 606 km2. Dans le même temps, la population passa de 2 666 000 à 4 363 000 habitants. Surtout, la Grèce s'empara de la Macédoine et de ses grands centres urbains et industriels : Thessalonique, Béroia, Édessa et Kavala. Sa souveraineté sur la Crète fut reconnue. Les grandes îles comme Thasos, Lesbos ou Chios offraient des ressources agricoles (huile ou mastic) encore mal exploitées. La Grèce prenait l'envergure d'un véritable puissance méditerranéenne,. De plus, son armée régulière, victorieuse sur tous les fronts, changea de statut et de réputation. Avant les guerres balkaniques, le héros militaire était l'irrégulier, l'akrite byzantin et ses héritiers : le klephte et le pallikare. Avec ces guerres, l'armée régulière avait prouvé ses capacités et qu'elle pouvait avoir un rôle déterminant pour le pays.
Cependant, la Grèce se vit privée d'un de ses objectifs : l'Épire du Nord, intégrée à l'Albanie, créée lors des négociations de paix (traité de Florence), sous pression de l'Italie et de l'Autriche-Hongrie. Ce territoire, peuplé d'Albanais et de Grecs, continua à être réclamé par la Grèce au cours du XXe siècle. De même, dans les territoires annexés, les populations n'étaient pas non plus ethniquement grecques ou même homogènes. Ainsi, la très grande majorité de la population de Thessalonique était d'origine juive séfarade ; ailleurs, Grecs, Slaves, Valaques, Roumains et Turcs cohabitaient,. Un échange de populations, qui préfigura le grand échange des années 1920 entre Turcs et Grecs, eut lieu dans les mois qui suivirent les guerres. Ainsi, autour de 100 000 Grecs auraient quitté les frontières de la nouvelle Bulgarie pour venir s'installer en Grèce (remplaçant par là un nombre équivalent de Bulgares faisant le trajet inverse). D'autres échanges de populations, à une échelle moindre, eurent aussi lieu avec la Roumanie, la Serbie et l'Albanie. Les seuls mouvements notables entre le territoire turc et la Grèce furent ceux des commerçants grecs qui quittèrent l'Empire ottoman par peur de représailles et qui vinrent s'installer dans les grandes villes grecques. Ces commerçants arrivaient avec leur fortune, contrairement aux autres populations.
Enfin, la conquête de ces territoires eut politiquement pour effet de diviser le pays en factions rivales. Les tensions entre celles-ci finirent par déboucher sur le « schisme national » au cours de la Première Guerre mondiale. Après l'indépendance dans les années 1830 et lors de la rédaction de la constitution en 1844, une différence avait été faite entre « autochtones » (ceux nés dans les limites du nouvel État) et les « hétérochtones » (ceux nés en dehors). Si Ioánnis Koléttis avait fixé comme objectif de la Grande Idée de réunir tous les Grecs, lorsque ceux-ci firent leur entrée dans le royaume après les guerres balkaniques, leur intégration n'alla pas de soi. Les hommes politiques de la « vieille Grèce » se refusèrent ainsi à partager leurs privilèges avec les « nouveaux venus ». De plus, les régions conquises étaient plus populaires, et potentiellement plus à gauche. Ce phénomène fut renforcé par les réfugiés, par définition très pauvres, de l'échange de populations. Elles apportèrent très souvent leur soutien électoral à Elefthérios Venizélos, tout en conservant un fort sentiment de reconnaissance pour son grand adversaire politique qu'ils considéraient comme leur « libérateur », le roi Constantin. En 1916, Venizélos, chassé par le roi, se réfugia à Thessalonique, d'où il entreprit une « reconquête » politique du pays.

#### Ouvrages généraux
- (en) Hellenic Army General Staff, An Index of events in the military history of the greek nation, Athènes, Hellenic Army General Staff, Army History Directorate, 1998, 1re éd., 471 p. (ISBN 978-960-7897-27-5)
- (fr) Christopher Clark (trad. de l'anglais), Les Somnambules : Été 1914 : comment l'Europe a marché vers la guerre, Paris, Flammarion, coll. « Au fil de l'histoire », 2013, 668 p. (ISBN 978-2-08-121648-8)
- (en) Richard Clogg, A Concise History of Greece, Cambridge, Cambridge U.P., 1992, 257 p., poche (ISBN 978-0-521-37830-7, LCCN 91025872)
- (fr) Georges Contogeorgis, Histoire de la Grèce, Paris, Hatier, coll. Nations d'Europe, 1992, 477 p. (ISBN 978-2-218-03841-9)
- (fr) Joëlle Dalègre, Grecs et Ottomans 1453-1923 : de la chute de Constantinople à la disparition de l'Empire ottoman, Paris, L'Harmattan, 2002, 264 p. (ISBN 2-7475-2162-1, lire en ligne)
- (fr) Édouard Driault et Michel Lhéritier, Histoire diplomatique de la Grèce de 1821 à nos jours : Suite du règne de Georges Ier jusqu'à la Révolution turque. Hellénisme et germanisme (1878-1908), t. IV, PUF, 1926.
- (fr) Édouard Driault et Michel Lhéritier, Histoire diplomatique de la Grèce de 1821 à nos jours : La Grèce et la Grande Guerre. De la Révolution turque jusqu'au Traité de Lausanne (1908-1923), t. V, PUF, 1926.
- (fr) Nicolas Svoronos, Histoire de la Grèce moderne, Paris, P.U.F, coll. « Que Sais-Je ? » (no 578), 1964, 128 p.
- (fr) Marc Terrades, Le Drame de l'hellénisme. Ion Dragoumis (1878-1920) et la question nationale en Grèce au début du XXe siècle., Paris/Budapest/Torino, L'Harmattan, 2005, 408 p. (ISBN 2-7475-7788-0, lire en ligne)
- (en) Giannis Koliopoulos et Thanos Veremis, Greece : the modern sequel : from 1831 to the present. Londres : Hurst & Company, 2002.  (ISBN 1850654638)
- (fr) Apostolos Vacalopoulos, Histoire de la Grèce moderne, Roanne, Horvath, 1975, 330 p. (ISBN 2-7171-0057-1)
- (en) C. M. Woodhouse, Modern Greece. A Short History., Faber et Faber, Londres, 1999.  (ISBN 0571197949)

#### Ouvrages sur les guerres balkaniques
- (en) A Concise History of the Balkan Wars. 1912-1913., Hellenic Army General Staff, Army History Directorate, Athènes, 1998.  (ISBN 9607897072)
- (en) Richard C. Hall, The Balkan Wars 1912-1913 : Prelude to the First World War, Londres et New York, Routledge, 2000, 176 p. (ISBN 0-415-22946-4)
- (fr) Guy Chantepleure (Jeanne-Caroline Violet-Dussap), La ville assiégée : Janina. Octobre 1912-mars 1913., Calmann-Lévy, 1913.
- (en) Demetrius John Cassavetti, Hellas and the Balkan Wars, Londres, T. F. Unwin, 1914, 368 p. (lire en ligne)

#### Articles
- (en) William Peter Kaldis, « Background for Conflict: Greece, Turkey, and the Aegean Islands, 1912-1914 », The Journal of Modern History, Vol. 51, no 2, Supplément (juin 1979).
- (fr) Dimitris Michalopoulos, Attitudes parallèles : Éleuthérios Vénisélos et Take Ionescu dans la Grande Guerre., Institut de recherches sur Éleutherios Vénisélos et son époque, 2005.  (ISBN 960-88457-3-4)
- (fr) Raphaël Schneider, « Les guerres balkaniques (1912-1913) », Champs de Bataille., no 22, juin-juillet 2008.